# Lijst van afleveringen van Aspe
Hieronder volgt een lijst met afleveringen van de Vlaamse televisieserie Aspe. De reeks wordt zowel in Vlaanderen (VTM) als in Nederland (RTL 4) en Duitsland (ARD) uitgezonden.
| Seizoen | Aantal afleveringen | Uitgezonden                    |  |
| ------- | ------------------- | ------------------------------ |  |
| 1       | 10                  | 13 februari – 16 april 2004    |  |
| 2       | 13                  | 4 september – 27 november 2006 |  |
| 3       | 13                  | 3 september – 26 november 2007 |  |
| 4       | 13                  | 3 maart – 26 mei 2008          |  |
| 5       | 13                  | 23 februari – 18 mei 2009      |  |
| 6       | 13                  | 30 augustus – 22 november 2010 |  |
| 7       | 13                  | 29 augustus – 21 november 2011 |  |
| 8       | 13                  | 4 september – 27 november 2012 |  |
| 9       | 13                  | 30 januari – 24 april 2013     |  |
| 10      | 13                  | 12 maart – 4 juni 2014         |  |

## Seizoen 1 (voorjaar 2004)
Met: Herbert Flack (Pieter Van In), Lucas Van den Eynde (Guido Versavel), Francesca Vanthielen (Hannelore Martens), Michel Van Dousselaere (Roger De Kee), Eric De Backer (André Bruynooghe), Maaike Cafmeyer (Carine Neels), Dimitri Dupont (Paul/Jozef Beekman) en Herman Boets (Leo Vanmaele).
| Nr. | Titel aflevering          | Scenario                     | Regie              | Kijkcijfers | Eerste uitzending Vlaanderen | Code  |  |
| --- | ------------------------- | ---------------------------- | ------------------ | ----------- | ---------------------------- | ----- |  |
| 1 | De Midasmoorden           | Pieter Aspe & Peter Lories   | Frank Van Mechelen | 1.058.000   | 13 februari 2004             | 01x01 |  |
| Gastacteurs: Sjarel Branckaerts - Tania Kloek - Hans Royaards - Marc Van Eeghem - Ronald Van Rillaer Brugge wordt opgeschrikt door een bomaanslag. Van In en zijn rechterhand Versavel, ontdekken een internationaal complot van reisorganisatoren en vastgoedmakelaars. Die willen van Brugge een toeristisch Disneyland maken. Hun plan? De bruggelingen uit de stad verdrijven en hun huizen veranderen in hotels of verkopen aan rijke buitenlanders. Van In zit in het oog van de storm. Zijn bank dreigt met uitdrijving uit zijn historisch pand wegens zijn hypotheekschuld. Van In moet in dit dossier samenwerken met een nieuwe substituut van het parket, Hannelore Martens. Volgens Van In is ze onervaren en ongeschikt. Toch moet hij samen met haar de strijd aangaan met de plaatselijke vastgoedmaffia die op het punt staat om het Belfort op te blazen. Wanneer Hannelore binnendringt in het privé-leven van Van In heeft dat voor beide verregaande gevolgen. |                           |                              |                    |             |                              |       |  |
| 2 | De Kinderen van Chronos   | Pieter Aspe & Jaak Boon      | Frank Van Mechelen | 1.110.000   | 20 februari 2004             | 01x02 |  |
| Gastacteurs: Els Béatse - Hilde Breda - Alex Cassiers - Kris Cuppens - Hugo Danckaert - Els Olaerts - Marc Van Eeghem - Eric Van Herreweghe - Jan Van Looveren - Dirk Van Vaerenbergh - Eddy Vereycken In de tuin van een hoeve wordt een skelet gevonden. Pieter Van In en substituut Martens, die ondertussen samenwonen, komen een grootindustrieel op het spoor, die via een hulporganisatie voor gehoeftigen, meisjes ronselt. Wanneer ook nog blijkt dat het skelet van een transseksueel is, ontdekken Van In en Martens een uitgebreid prostitutienetwerk. Een ex-prostituee zet Van In op de goede weg. Wanneer hij, tegen de zin van Hannelore en het parket, de jonge inspecteur Neels undercover naar de organisatie stuurt, neemt de zaak een heel andere wending. Een voor een worden al de verdachten zelf vermoord. Ook Neels verdwijnt. Hannelore vindt een verband met de politie. Zo zet ze Van In op het goede spoor. Maar hij komt net iets te laat om Neels uit een gruwelijke situatie te halen. |                           |                              |                    |             |                              |       |  |
| 3 | Het Vierkant van de Wraak | Pieter Aspe & Bob Goossens   | Peter Simons       | ?           | 27 februari 2004             | 01x03 |  |
| Gastacteurs: Roy Aernouts - Brit Alen - Mieke De Groote - Jef Demedts - Vicky Florus - Frans Van der Aa - Nele Van Rompaey - Katelijne Verbeke Bij de vooraanstaande juwelier Ludovic Degroof is ingebroken. De dieven hebben niets meegenomen maar alle juwelen opgelost in een bokaal Koningswater. In de kluis hebben ze een brief achtergelaten met daarop een vreemd vierkant. Het lijkt een banaal voorval, waaraan Van In dan ook niet veel aandacht besteedt. Hij heeft trouwens wat anders aan zijn hoofd: Hannelore is zwanger. |                           |                              |                    |             |                              |       |  |
| 4 | De Vierde Gestalte        | Pieter Aspe & Bob Goossens   | Peter Simons       | ?           | 5 maart 2004                 | 01x04 |  |
| Gastacteurs: Guido Lauwaert - Marilou Mermans - Mathijs Scheepers - Tine Van den Brande - Dirk Van Dijck - Joost Wynant Van In krijgt van commissaris De Kee journaliste Saartje Maes naast zich. Die zal een reportage maken over de politie. Van In, die onderzoek doet naar een sektemoord, weigert zijn medewerking maar hij wordt teruggefloten door Procureur Beekman. Samen met zijn tijdelijke assistente gaat hij op zoek naar de persoon achter Venex, het pseudoniem voor een sekteleider. Het onderzoek wordt doorkruist door een brutale schietpartij aan een kerk: zeven mensen worden in het wilde weg vermoord. Van In ontdekt dat bij de slachtoffers de rijke ouders van een sektelid, dat enkele dagen eerder uit een raam is gesprongen en dood is teruggevonden. Uit zijn testament blijkt dat de jongen al zijn bezittingen nalaat aan de sekte. Voor Van In vallen de puzzelstukken op hun plaats. Maar dan zorgt Saartje Maes voor een verrassing die zelfs Pieter en Hannelore niet konden voorzien. |                           |                              |                    |             |                              |       |  |
| 5 | Het Dreyse Incident       | Pieter Aspe & Hugo Van Laere | Jan Matthys        | 1.064.000   | 12 maart 2004                | 01x05 |  |
| Gastacteurs: George Arrendell - Norman Baert - Bart Dauwe - Hugo Metsers - Carl Ridders - Ann Van Den Broeck - Koen Van Impe - Tristan Versteven Een rijke beursmakelaar en wapenverzamelaar wordt in zijn villa neergeslagen. De gansters verdwijnen met zijn collectie antiek pistolen, waarbij een cd-rom zit met daarop al zijn transacties met de Russische maffia. Als bovendien de vrouw van de makelaar verdwijnt en het spoor van de wapens naar een seksclub leidt, komt Van In in een wespennest terecht. En hij krijgt nog meer te verduren. Hannelore promoveert namelijk tot onderzoeksrechter. Dat is zeer tegen de zin van Van In want zij wordt nu zijn baas. Als Hannelore op het terrein onderzoek doet, komt ze oog in oog te staan met een huurmoordenaar van de maffia. Tiojdens haar zoektocht naar de beursmakelaar verneemt ze dat diens vrouw opgesloten zit in de geheime atoomkelder van de villa. Hannelore ontsnapt op het nippertje aan de dood. |                           |                              |                    |             |                              |       |  |
| 6 | Blauw Bloed               | Pieter Aspe & Paul Piedfort  | Jan Matthys        | 1.006.000   | 19 maart 2004                | 01x06 |  |
| Gastacteurs: Kadèr Gürbüz - Chris Lomme - Wim Van de Velde Hannelore Martens is blij verrast wanneer haar jeugdliefde Valentijn Heydens na negen jaar weer in haar leven opduikt. Hij vraagt haar hulp omdat zijn vader met de dood bedreigd wordt. Zijn vrees is terecht, want ondertussen wordt in het landgoed van de familie het lichaam van Marcus gevonden. Op het eerste gezicht lijkt de magistraat zelfmoord te hebben gepleegd, maar de sporen van kneuzingen aan de polsen sluiten die theorie uit. Pieter Van In leidt het onderzoek. |                           |                              |                    |             |                              |       |  |
| 7 | Dood Tij                  | Pieter Aspe & Piet Baete     | Frank Van Mechelen | 968.000     | 26 maart 2004                | 01x07 |  |
| Gastacteurs: David Davidse - Hans De Munter - Luc Springuel - Gert Portael - Machteld Timmermans - Hans Van Cauwenberghe - Joris Van Dael - Joris Van den Eynde Carlos Minne wordt dood aangetroffen op het strand, ingegraven tot aan zijn nek. Pieter Van Ins onderzoek leidt naar een aantal vrienden waarmee Minne de vorige avond nog gefeest heeft. Onder hen de malafide advocaat Arnould en zakenman Roger Daems. Deze laatste runt met zijn echtgenote Myriam een import- exportbedrijf en heeft in de gevangenis gezeten voor zwendel. Van In wordt constant voor de voeten gelopen door Bultinck, inspecteur bij de Federale politie. Het wordt een wedstrijd om als eerste bij de dader te komen. En dan zijn alle middelen goed. Van In neemt Myriam in bescherming. Alles wijst er nochtans op dat ze samen met haar man medeplichtig is aan de moord. Van In heeft namelijk een videotape gevonden waarop Myriam wordt verkracht door Minne en Arnould. Arnould komt via Bultinck te weten dat Van In die tape heeft. De advocaat voelt zich bedreigd. Hij dringt binnen in Van Ins privé-leven. Zo komt hij zeer dicht bij Simon en Sarah, de tweeling van Hannelore en Pieter.                  |                           |                              |                    |             |                              |       |  |
| 8 | Zoenoffer                 | Pieter Aspe & Marc Didden    | Frank Van Mechelen | ?           | 2 april 2004                 | 01x08 |  |
| Gastacteurs: Claude de Burie - Jan Sobrie - Lucas Tavernier - Rikkert Van Dijck - Hilde Van haesendonck In het Minnewaterpark wordt een man vermoord door twee Spanjaarden. Net nu de Spaanse premier en zijn dochter een bezoek brengen aan Brugge. Daar heeft de secretaris van het Europacollege, Jaime Ruiz, voor gezorgd. Van In komt tot de conclusie dat de Baskische afscheidingsbeweging, ETA, een aanslag beraamt tegen de premier. Via het Brugse fotomodel, Hocepied, komt Van In bij Ruiz terecht. In het Groeningenmuseum wordt het wereldberoemde schilderij van Jeroen Bosch, 'Het laatste oordeel', gestolen. De diefstal blijkt een afleidingsmanoeuvre om de komst van een gevaarlijk ETA-moordenaar te maskeren. Dankzij Els Hocepied komt Van In aan de weet dat de hele Spaanse afrekening om een 'zoenoffer' draait. Van In en Guido organiseren de bewaking van de Spaanse premier. Hun speurwerk levert een verrassend resultaat op: de ETA viseert niet de Spaanse eerste minister, maar zijn dochter. |                           |                              |                    |             |                              |       |  |
| 9 | Vagevuur                  | Pieter Aspe & Paul Piedfort  | Jan Matthys        | 992.000     | 9 april 2004                 | 01x09 |  |
| Gastacteurs: Bert André - Pepijn Caudron - Rik Hancké - Juan Masondo Hannelore heeft haar handen vol met haar nichtje Merel, een actrice die uit Amerika komt. Ze is vergezeld van haar vriend Silvio, een Chileense regisseur. Silvio komt op uitnodiging van de Brugse schepen van cultuur om zijn toneelstuk te presenteren, dat op Broadway een groot succes was. Het stuk handelt over zijn pijnlijke ervaring met de folteringen onder de dictatuur in zijn land. Daarbij verloor hij zijn eerste vrouw. Als de schepen vermoord wordt, trekt Van In op onderzoek uit. Hij stelt vast dat de conciërge van het concertgebouw ook een Chileen is. Voor Van In wordt duidelijk dat Silvio naar Brugge gekomen is om enkele rekeningen te vereffenen. De hele zaak dreigt dramatisch te eindigen tot Hannelore handig gebruik maakt van het geheim dat Merel met zich meedraagt: ze is zwanger van Silvio. Dit nieuws overhaalt hem zijn ultieme wraakplan te staken. |                           |                              |                    |             |                              |       |  |
| 10 | De Vijfde Macht           | Pieter Aspe & Peter Lories   | Jan Matthys        | 917.000     | 16 april 2004                | 01x10 |  |
| Gastacteurs: Karel Deruwe - Katrien De Ruysscher - Frank Dierens - Marc Peeters - Saartje Vandendriessche - Fred Van Kuyk - Ingrid Van Rensbergen Thierry Steen, eigenaar van een reclamebedrijf, wordt vermoord op zijn eigen huwelijk. Even later pleegt Koen Verhelst, kaderlid van Big nv, het grootste reclamebedrijf van het land, zelfmoord. Pieter Van In ontdekt een complot tussen de reclamewereld en het grootkapitaal met als doel: infiltreren in de media. Tijdens zijn zoektocht wordt Pieter voor de voeten gelopen door Linda Tensen, een pseudo televisiepresentatrice, die zich graag als een ernstige journaliste voordoet. Wanneer ook een plaatselijk politicus in zijn bad verdrinkt, is het duidelijk dat Van In en Martens op zoek moeten naar een explosief document. Dat document bevat de strategie om redacties van dagbladen, radiostations en televisiezenders te infiltreren met reclameboodschappen. De auteur van het document is de ambitieuze en gevaarlijke Ilse Beerten, de rechterhand van Carron. Carron is de eigenaar van Big nv. Wanneer Van In door Ilse Beerten in een verschrikkelijk gênant parket wordt gebracht, slaat hij terug met de hulp van Linda Tensen. |                           |                              |                    |             |                              |       |  |

## Seizoen 2 (najaar 2006)
Met: Herbert Flack (Pieter Van In), Lucas Van den Eynde (Guido Versavel), Francesca Vanthielen (Hannelore Martens), Michel Van Dousselaere (Roger De Kee), Erik De Backer (André Bruynooghe), Maaike Cafmeyer (Carine Neels) en Herman Boets (Leo Vanmaele).
| Nr. | Titel aflevering          | Scenario         | Regie              | Kijkcijfers | Eerste uitzending Vlaanderen | Code  |  |
| --- | ------------------------- | ---------------- | ------------------ | ----------- | ---------------------------- | ----- |  |
| 11 | Het Liefdesnest           | Jaak Boon        | Frank Van Mechelen | 830.100     | 4 september 2006             | 02x01 |  |
| Gastacteurs: Steph Baeyens - Erik Burke - Wim Danckaert - Kim Nelis De jonge vrouw (Debby) die 'Heilige Maagd' moet spelen op de Heilige Bloedprocessie wordt vermoord terug gevonden. Van In en Versavel gaan De Smet, de eigenaar van de woonst waarin het meisje gevonden werd, aan de tand voelen. De Smet doet alsof zijn neus bloedt. Van In vertrouwt hem niet en ziet hem als hoofdverdachte nummer één. Debby blijkt zes weken zwanger te zijn, al insinueerde Debby's oerkatholieke vader dat zijn dochter nog maagd was. |                           |                  |                    |             |                              |       |  |
| 12 | IJskoningin               | Pieter De Graeve | Kurt Vervaeren     | 694.300     | 11 september 2006            | 02x02 |  |
| Gastacteurs: Pieter Aspe - Gilda De Bal - Robert de la Haye - Annemarie Lemaître - Angela Schijf - Tom Van Landuyt - Achiel Van Malderen - Mia Van Roy - Dirk Vermiert Virginie, een jonge ijsschaatsster, wordt vermoord bij de ijspiste. Van In en Versavel leggen de verdenking bij verschillende personen: de verloofde, de ex-coach, de concurrente, de schaatsbaaneigenaar,... Ze denken op het juiste spoor te zitten wanneer er sperma wordt ontdekt bij het slachtoffer. Het DNA van ex-coach Willem komt overeen met de sporen. Maar het is niet de ex-coach die schuldig is maar de moeder van de verloofde van Virginie. Zij betrapte Virginie en de vorige coach in een vurig liefdesspel en kon niets beter bedenken dan haar zoon te wreken. Hanne wil een trouwdatum vast leggen. Van In bekent aan Versavel dat hij nooit gescheiden is van zijn ex-vrouw An. Hanne is daar niet van op de hoogte. Versavel belooft hem An te vinden en alles te regelen voor de trouw plaatsvindt. |                           |                  |                    |             |                              |       |  |
| 13 | Botenbusiness             | Bob Goossens     | Frank Van Mechelen | 768.700     | 18 september 2006            | 02x03 |  |
| Gastacteurs: Peter Bolhuis - Rudy Morren - Joris Van Dael - Frank Van Erum - Jos Van Geel - Arnold Willems Jeanine Persyn wordt opgehangen terug gevonden in haar opslagplaats voor toeristenbootjes. Alles wijst erop dat de moord te maken heeft met de overname van een Nederlands bedrijf. Een zekere Arie wil drie familiebedrijven opkopen maar Jeanine weigert. Alle andere booteigenaars zijn verdacht. Uiteindelijk gaat het om een wraakzuchtige moord van de echtgenoot die erachter komt dat zijn vrouw een affaire heft met een van de andere booteigenaars. An Stroobants, de ex-vrouw van Van In, blijkt in Tenerife te wonen. De echscheiding ligt niet meteen voor de hand. De Kee helpt Van In bij het zoeken van een trouwkostuum. Versavel en Hannelore hebben er plezier in. |                           |                  |                    |             |                              |       |  |
| 14 | Moord op de Antiquair     | Jaak Boon        | Kurt Vervaeren     | 670.000     | 25 september 2006            | 02x04 |  |
| Gastacteurs: Jakob Beks - Katrien De Becker - Bien de Moor - Annemarie Lemaître - Dimitri Leue - Cecile Rigolle - Arthur Semay - Jenny Tanghe - Mia Van Roy - Manu Verreth - Tristan Versteven De rijke antiquair Vermander wordt dood aangetroffen in zijn huis. Van In kan zijn afkeur tov rijke vrouwen met dure kleren en te veel juwelen niet onder stoelen of banken steken, dus wordt schoondochter Yvette meteen verdachte nummer 1. Zij heeft echter een alibi. Haar man, Jean-Louis, ligt bij haar onder de sloef. Op de bewakingscamera merken Van In en Versavel Jules De Cloedt op, de oude associé van Vermander die de moord op zijn vrouw op zijn geweten heeft. Dan is er ook nog de mooie echtgenote van de antiquair, die callgirl blijkt te zijn. Door de aanwezigheid van een webcam, wordt de eigenlijke moordenaar ontmaskert. Van In krijgt zijn gelijk. Yvette is de dader. Jean-Louis wordt op zijn beurt in het gezicht uitgelachen door de huurmoordenaar die hij had aangesteld om Yvette, zijn vrouw, te vermoorden. Net voor de moordenaar wilde schieten, pakte de politie haar op. Ann is terug in het land. Pieter stuurt Guido erop uit om haar te vragen flexibel te zijn inzake de echtscheiding. Ann laat weten dat ze hem niet zo maar uit zijn lijden zal verlossen. Hannelore weet nog steeds van niets en bereidt de trouwpartij voor. |                           |                  |                    |             |                              |       |  |
| 15 | Kinderen van de Nacht     | Marc Willems     | Frank Van Mechelen | 822.100     | 2 oktober 2006               | 02x05 |  |
| Gastacteurs: Pierre Callens - Annick Christiaens - Clara Cleymans - Senne Dehandschutter - Tom De Hoog - Ingrid De Vos - Annemarie Lemaître - Jan Schepens Van In en Versavel onderzoeken de dood van Denise Vercruyft, een meisje dat van het dak van een internaat gevallen is. Zo lijkt het toch. De ouders van Denise waren aan het scheiden. Denise en haar moeder verzonnen een incestverhaal ten nadele van vader Vercruyft. Van die leugens kan alleen Tania, de kamergenote van Denise, getuigen. Zij wordt immers omgekocht door de directrice die er een verhouding op na houdt met Vercruyft. Van In legt Didier, het ex-vriendje van Denise en dj, op de rooster. Er werd drugs gevonden bij Denise. Didier bleek drugs te verkopoen aan Denise, die zij op haar beurt verder verkocht. Uitgerekend de verantwoordelijke van de drugspreventie in de school was haar beste klant én minnaar. Die man wordt natuurlijk verdacht maar dat relaas blijkt niet te kloppen. De concierge van het internaat weet de inspecteurs te vertellen dat mevrouw de directrice de nacht van Denise's moord in het gastenverblijf, nabij de kamer van Denise, verbleef. Van In en Versavel gaan dus bij haar aankloppen. De directrice bekent: tijdens een zware ruzie gaf ze Denise een rake klap met een zaklamp waardoor het meisje van het dak viel. Van In ontmoet Ann voor de echtscheiding. Hij kan zich niet inouden en schiet uit zijn krammen. |                           |                  |                    |             |                              |       |  |
| 16 | Corpus Delicti            | Paul Piedfort    | Kurt Vervaeren     | 730.600     | 9 oktober 2006               | 02x06 |  |
| Gastacteurs: Michel Bauwens - Warre Borgmans - Maarten Claeyssens - Hilt de Vos - Jos Dom - Dimitri Dupont - Sofie Mora Stanny Jongbloed wordt opgepakt voor kinderprostitutie. De Kee laat Jongbloed vrij en geeft de zaak door aan een ander onderzoeksteam. Van In en De Kee maken enorme ruzie. Er worden twee lijken gevonden. Onderzoeksrechter Schoeters en de eigenaar van een betonbedrijf. De Kee vindt het verband tussen de twee moorden. Vervoort, de schuldige in een dubbelmoord uit 1975 wordt vervroegd vrijgelaten en wil wraak nemen op hen die hem onschuldig in de gevangenis hebben doen belanden: de eigenlijke schuldige (de betonbedrijfeigenaar) en de onderzoeksrechter van de zaak. Inspecteur binnen dat onderzoek in '75 was De Kee. De Kee vreest het derde slachtoffer te worden van de wraakactie. Van In en Versavel gaan verwoed op zoek naar Vervoort maar krijgen hem niet te pakken omdat hij steeds van identiteit verandert. Vervoort weet het moordwapen van de dubbelmoord in '75 te bemachtigen maar wordt ontmaskerd door Hanne. Van In en Versavel komen net op tijd om De Kee van de dood te redden. De Kee is Van In erg dankbaar en beslist de zaak Jongbloed niet over te dragen. Hanne voelt dat Pieter iets achter houdt voor haar. Procureur Beekman ontdekt dat Van In nooit officieel gescheiden is van zijn 'ex-vrouw' An. Hanne is gekwetst en kwaad. Ze pakt haar koffers, neemt de kinderen mee en vertrekt. |                           |                  |                    |             |                              |       |  |
| 17 | Kaviaar & Spelen          | Hola Guapa       | Kurt Vervaeren     | 778.900     | 16 oktober 2006              | 02x07 |  |
| Gastacteurs: Steve Beirnaert - Ruud Gielens - Annemarie Lemaître - Maya Moreel - Willy Thomas - Mia Van Roy - Luk Wyns Er worden veel diefstallen gepleegd in Brugge. Dekee wil dat Van In zich hiermee bezig houdt maar Pieter vestigt zijn aandacht op een lijk van Van Hees, een vrachtwagenchauffeur. De twee zaken hebben iets met elkaar te maken. |                           |                  |                    |             |                              |       |  |
| 18 | Free Willy                | Paul Piedfort    | Kurt Vervaeren     | 755.500     | 23 oktober 2006              | 02x08 |  |
| Gastacteurs: Peter Bulckaen - Annemarie Lemaître - Peter Michel - Tylaine Van den Broeck - Alex Van Haecke - Knarf Van Pellecom - Mia Van Roy Nu Hanne terug is, profileert Van In zich als de perfete echtgenoot: na het werk recht naar huis, koken, kadootjes kopen voor de kindjes,... Zowel Hanne als Versavel vinden dat Pieter hierdoor zijn werk verwaarloosd en dingen over het hoofd ziet. Voor de moord op de Amerikaanse miljonair O'Reilly, die het dolfinarium van het Boudewijnpark wil overkopen, arresteert Van In twee keer de verkeerde persoon. O'Reilly kwam om het leven door rattenvergif, een vergiftiging met binnen de drie dagen de dood tot gevolg. Iedereen die drie dagen ervoor in contact is gekomen met O'Reilly kan dus de moordenaar zijn. Van In en zijn team starten hun zoektocht bij Wuyts, de directeur van het Boudewijnpark. Die beschikt over moordwapen, motief en was drie dagen voor de dood alleen op de hotelkamer van O'Reilly. Wuyts ontkent en verwijst naar Declercq, de aannemer van het bouwbedrijf die een nieuw paviljoen zou bouwen voor de dolfijnen maar door de verkoop van de zoogdieren zou dit project niet door gaan. Declercq is inderdaad furieus en benadert Professor Van Buiten op verschillende manieren. Zijn doel is niet O'Reilly te vermoorden maar Van Buiten schrik aan te jagen. Hij is immers de onderzoeker die het hele project, waar het paviljoen voor nodig is, op poten zet. Versavel ontdekt rattenvergif in de kleedkamer van de trainers van de dolfijnen. Even is Overlaet, een van de trainers verdachte nummer één maar wanneer Hanne wijst op een niet nader onderzocht spoor, komen ze achter de identiteit van de moordenaar: de kleine Victor, zoon van Wuyts. O'Reilly dacht Wuyts te kunnen paaien op een Amerikaanse manier, nl. door speeltuigen te kopen voor de school van zijn zoontje. Victor wist dat O'Reilly de dolfijnen wou kopen. Omdat hij zo veel van de dieren hield en ze niet weg wilde hebben, gaf Victor een wafel met rattenvergif aan O'Reilly tijdens een feestje ter gelegenheid van de nieuwe speeltuigen. De jongen besfte niet wat hij deed. Hanne wijst Pieter erop dat ze hem liever ziet wanneer hij in zijn 'gewone' doen is. Van In is weer huisvader af. |                           |                  |                    |             |                              |       |  |
| 19 | Voetbalgeheimen           | Steve Beirnaert  | Kurt Vervaeren     | 817.100     | 30 oktober 2006              | 02x09 |  |
| Gastacteurs: Chris Bus - Sven De Ridder - Eric Kerremans - Cathérine Kools - Karin Tanghe - Antoine Van der Auwera - Mia Van Roy Jan, een beloftevolle voetballer wordt omver gereden. Het lijkt op vluchtmisdrijf maar al gauw wordt duidelijk dat er meer aan de hand is. De verfsporen op Jans lichaam zijn afkomstig van de auto van John, een collega bij de politie. Dat maakt de zaak delicaat. John heeft een zoon, Piet, die opzij geschoven wordt als spits wanneer Jan wordt aangekocht. Ook Jans manager wordt bij Jans transfer ontslagen, hij heeft ook een motief. Al deze verdachten zijn aanwezig op dezelfde fuif op de avond van de moord. John start een vechtpartij met de trainer van de club en wil daarna met zijn auto naar huis rijden, maar zijn vrouw haalt hem ertoe over nog even te blijven. De autosleutel valt uit Jans jaszak. Wie van de aanwezigen heeft met de auto gereden en Jan vermoord? Bruynooghe vindt een armbandje met de naam 'Jan' in de Jeep waarmee Jan is dood gereden. Door Guido's speurwerk komt het team erachter dat Jan een affaire had met Kurt maar zijn homoseksulaiteit verborgen wilde houden. Wanneer Jan werd overgeplaatst van Cercle naar Club Brugge, kreeg hij er ook een vriendinnetje bij. Kurt was razend jaloers, wilde Jan achterna gaan om met hem te praten maar reed hem uit woede van de baan. Hannelore spreekt in het geheim af met An, Pieters ex. An zegt haar dat ze hen niets in de weg wil leggen ivm hun trouw. |                           |                  |                    |             |                              |       |  |
| 20 | Laatste Avondmaal         | Steve Beirnaert  | Kurt Vervaeren     | 779.800     | 6 november 2006              | 02x10 |  |
| Gastacteurs: Lea Couzin - Veerle Dobbelaere - Marc Janssen - Anemone Valcke - Dries Vanhegen - Ben Van Ostade De familie Brugmans wordt 's morgens dood aangetroffen. Ze zitten allen levensloos aan tafel met voor hun het maal van de vorige avond. Het lijkt op een gezinsdrama maar Vanmaele vindt sporen van cyanide in de spaghettisaus én in de lege bokaal. Verschillende buren zijn verdacht. Niemand kon het immers goed vinden met de familie Brugmans. Uiteindelijk wordt de buurvrouw en tevens de zus van de vermoorde Linda aangehouden. Zij werd op de avond van de moord gezien met een pot spaghettisaus in haar handen. |                           |                  |                    |             |                              |       |  |
| 21 | De Orpheusfactor (deel 1) | Jaak Boon        | Kurt Vervaeren     | 852.700     | 13 november 2006             | 02x11 |  |
| Gastacteurs: Celia Bogaert - Govert Deploige - Olivier De Smet - Vic De Wachter - Dimitri Dupont - Gert Lahousse - Tessy Moerenhout - Victor Reinier - Chris Thys - Sofie Van Moll - Tom Waes Nathalie, een 18-jarige prostituee, wordt vermoord terug gevonden. Ze werd gewurgd met een snaar, al haar kleren en bezittingen werden meegenomen. Op het naakte lichaam blijft enkel een briefje achter waar 'Eurydice' op staat geschreven. |                           |                  |                    |             |                              |       |  |
| 22 | De Orpheusfactor (deel 2) | Paul Piedfort    | Kurt Vervaeren     | 786.300     | 20 november 2006             | 02x12 |  |
| Gastacteurs: Govert Deploige - Olivier De Smet - Vic De Wachter - Dimitri Dupont - Gert Lahousse - Tessy Moerenhout - Victor Reinier - Chris Thys - Sofie Van Moll - Mia Van Roy - Tom Waes |                           |                  |                    |             |                              |       |  |
| 23 | Tot de Dood ons Scheidt   | Paul Piedfort    | Kurt Vervaeren     | 842.400     | 27 november 2006             | 02x13 |  |
| Gastacteurs: Marc Bober - Bert Cosemans - Bien de Moor - Sachli Gholamalizad - Lut Hannes - Tania Poppe - Walter Quartier - Ilse Uitterlinden - Johan Van Assche - Mia Van Roy Pieter trouwt over een paar dagen dus heeft hij wat vakantie genomen. Dat houdt hem echter niet tegen het commissariaat reglematig te bezoeken. Claude Callewaert wordt dood aangetroffen in een paardenkoets. Versavel denkt dat Preudhomme, een zatlap die zijn koetsenzaak aan Claude vergokte, de dader is. |                           |                  |                    |             |                              |       |  |

## Seizoen 3 (najaar 2007)
Met: Herbert Flack (Pieter Van In), Lucas Van den Eynde (Guido Versavel), Francesca Vanthielen (Hannelore Martens), Michel Van Dousselaere (Roger De Kee), Mathias Coppens (Mitch Dedecker), Maaike Cafmeyer (Carine Neels), Herman Boets (Leo Vanmaele), Mauro De Decker (Simon Van In) en Britt De Decker (Sarah Van In).
| Nr. | Titel aflevering             | Scenario        | Regie              | Kijkcijfers | Eerste uitzending Vlaanderen | Code  |  |
| --- | ---------------------------- | --------------- | ------------------ | ----------- | ---------------------------- | ----- |  |
| 24 | Avondrood                    | Paul Piedfort   | Kurt Vervaeren     | 851.600     | 3 september 2007             | 03x01 |  |
| Gastacteurs: Robby Cleiren - Charles Cornette - Veerle Dejonghe - Sien Eggers - Oswald Maes - An Miller - Wim Stevens (acteur) - Hilde Uitterlinden Een nieuwe kracht komt her corps van Van In versterken. Zijn naam is Mitch Dedecker. Van In kan het niet meteen met hem vinden en Dedecker moet het bekopen. Antje Swaegers, bejaardenhelpster in het tehuis Avondrood, vindt bewoner Fernand dood in zijn badkamer. Ze is ervan overtuigd dat de man vermoord werd en stapt ermee naar Van In en co. Jan Quaghebuur, de zoon van Fernand, verklaart dat hij zijn eigen vader heeft vermoord maar houdt verder zijn mond.             |                              |                 |                    |             |                              |       |  |
| 25 | De Webcammoord               | Marc Willems    | Kurt Vervaeren     | 772.200     | 10 september 2007            | 03x02 |  |
| Gastacteurs: Koen De Bouw - Erik Goossens - Peter Thyssen - Mia Van Roy De moord op internetstriptiseuse Sofie wordt geregistreerd met een webcam. De man die de politie belde, behoort meteen tot de verdachten. Hij wilde echter alleen een flinke duit slaan uit de moord die hij toevallig opgenomen had. De internetprovider, een gladde jongen die de webcammeisjes recruteerd, houdt vanalles achter en ook de man van de vermoorde Sofie is niet helemaal zuiver op de graat. De moord op Sofie blijkt om een wraakactie te gaan. Sofie hield er een relatie op na met bankier Rainier.                                           |                              |                 |                    |             |                              |       |  |
| 26 | Rijke Stinkers               | Dimitri Dupont  | Frank Van Mechelen | 776.300     | 17 september 2007            | 03x03 |  |
| Gastacteurs: Magda Cnudde - Günther Lesage - Peter Rouffaer - Suzanne Saerens - Jos Van Gorp - Karel Vingerhoets Frank ontdekt een lijk in een graftobe van een klooster. Het is het lichaam van pater Praets, die tien jaar geleden verdween uit het klooster. Van In en zijn team hebben drie verdachten met een verschillend motief. Raeymaekers, ex-pater, wilde bij zijn uittreden geld om een nieuw leven te kunnen starten met Simonne. Gijsbrechts gaf Praets de schuld van het mislukken van zijn huwelijk en pater Frappé aasde op de benoeming van abt.                                                                        |                              |                 |                    |             |                              |       |  |
| 27 | Het Lelijke Eendje           | Piet Baete      | Frank Van Mechelen | 792.100     | 24 september 2007            | 03x04 |  |
| Gastacteurs: Ron Cornet - Axel Daeseleire - Günther Lesage Er worden twee tweelingbroers met schotwonden gevonden in het kanaal. De ene is de dood, de andere (Stef) verkeerd in kritieke toestand. Hij beweert zich niets meer te herinneren van wat er met hem gebeurd is. Versavel leidt het onderzoek nu Van In en Hannelore een romantisch weekend beleven in Parijs. Versavelm en Frank zorgen intussen ook voor de kinderen van Van In. het gaat hen goed af. Stef moet constant bewaakt worden in het ziekenhuis. |                              |                 |                    |             |                              |       |  |
| 28 | Jeanne                       | Steve Beirnaert | Kurt Vervaeren     | 771.900     | 1 oktober 2007               | 03x05 |  |
| Gastacteurs: Reinhilde Decleir - Carry Goossens - Günther Lesage - Greta Van Langendonck - Guy Van Sande |                              |                 |                    |             |                              |       |  |
| 29 | De Verborgen Agenda (deel 1) | Paul Piedfort   | Frank Van Mechelen | 716.000     | 8 oktober 2007               | 03x06 |  |
| Gastacteurs: François Beukelaers - Jos Geens - Marc Lauwrys - Günther Lesage - Mies Meulders - Ben Segers - Serge-Henri Valcke - John Willaert Hannelore behandelt een uiterst delicate zaak waar mensen uit de hoogste rangen van het land mee te maken hebben. Ze komt een smokkel van radioactieve wapens op het spoor. Een van de hoofdverdachten is een zekere Verkerk. Zonder dat Hannelore er erg in heeft, azen ook Van In en co op Verkerk. Zij onderzoeken de moord op Paul Adri, een onderzoeksjournalist die een erg belangrijke zaak op het spoor was. Volgens Van In zou de sleutel tot die zaak bij Verkerk kunnen liggen. |                              |                 |                    |             |                              |       |  |
| 30 | De Verborgen Agenda (deel 2) | Paul Piedfort   | Frank Van Mechelen | 730.400     | 15 oktober 2007              | 03x07 |  |
| Gastacteurs: François Beukelaers - Jos Geens - Günther Lesage - Mies Meulders - Ben Segers - Serge-Henri Valcke Nu de staatsveiligheid en de lokale onderzoekspolitie met dezelfde zaak bezig zijn, neemt de staatsveiligheid het onderzoek over. Koppig als hij is, gaat Van In toch door. Hji houdt de agenda van de vermoorde Adri achter en wordt geschorst. Van In houdt het been stijf en ondanks zijn schorsing gaat hij verder op zoek naar de moordenaar van de onderzoeksjournalist en diens uitgever. Ondertussen onderschept de staatsveiligheid de verkeerde vrachtwagen. Ze vniden dus geen radio-actieve wapens.           |                              |                 |                    |             |                              |       |  |
| 31 | Godsgeschenk                 | Jaak Boon       | Kurt Vervaeren     | 785.772     | 22 oktober 2007              | 03x08 |  |
| Gastacteurs: Elise Bundervoet - Staf Coppens - Agnes De Nul - Ella Leyers - Anne Somers - Geert Willems Hannelore sleept Pieter zeer tegen zijn zin mee naar een modeshow van topontwerpster Annick Verniers. Eregast van de avond is Alex Dieudonné, maar die komt niet opdagen. Met reden zo blijkt, want Van In krijgt een telefoontje dat Alex Dieudonné vermoord teruggevonden is in zijn eigen huis. Alex Dieudonné was een rijke zakenman. Hij gaf financiële steun aan Annick Verniers toen haar carrière pas begon en stapte later mee in haar bedrijf.                                                                          |                              |                 |                    |             |                              |       |  |
| 32 | Vogelzang                    | Paul Piedfort   | Kurt Vervaeren     | 869.294     | 29 oktober 2007              | 03x09 |  |
| Gastacteurs: Gène Bervoets - Karen De Visscher - Lotte Heijtenis - Rosa Vandervost - Kristof Verhassel |                              |                 |                    |             |                              |       |  |
| 33 | Schone Schijn                | Marc Willems    | Kurt Vervaeren     | 781.200     | 5 november 2007              | 03x10 |  |
| Gastacteurs: Luk De Konink - Hilde Heijnen - Kristiaan Lagast - Kelly Pfaff Dr. Degucht, plastisch chirurg, wordt op een wrede manier omgebracht in zijn eigen operatiezaal. Samen met zijn collega Dr. Banninckx heeft hij twaalf jaar geleden een kliniek opgericht voor esthetische chirurgie. Maar de laatste tijd deden de twee dokters niets anders dan ruziemaken. Hoewel Dr. Banninckx de betere chirurg was en de meeste operaties uitvoerde, kwam Gerard Degucht vaak op televisie en wierf hij met zijn mediabekendheid de meeste klanten aan.                                                                                 |                              |                 |                    |             |                              |       |  |
| 34 | Laatste Adem                 | Hola Guapa      | Eric Wirix         | 833.600     | 12 november 2007             | 03x11 |  |
| Gastacteurs: Ronnie Commissaris - Günther Lesage - Theo Van Baarle - Wim Willaert Brugge wordt sinds kort overspoeld door daklozen. Waar ze vandaan komen en waarom ze plots allemaal in Brugge opduiken, is voor de politie een raadsel. Van In echter heeft dringender zorgen. Op verschillende plaatsen in Brugge zijn er namelijk menselijke lichaamsdelen gevonden in plastic vuilniszakken. Na onderzoek blijkt het om de stoffelijke resten te gaan van een oudere man: Roger Laenen. |                              |                 |                    |             |                              |       |  |
| 35 | Gestolen Dood                | Steve Beirnaert | Kurt Vervaeren     | 835.300     | 19 november 2007             | 03x12 |  |
| Gastacteurs: Joke Devynck - Günther Lesage - Ides Meire - Liesa Naert - Barbara Sarafian - Karel Tuytschaever Mathias, Roos en Anthony, drie twintigers, breken in in de villa van Reinhard en Margot Van der Lindt. Wanneer ze de kluis kraken, merken ze niet alleen dat die leeg is maar vinden ze tevens het lichaam van Reinhard Van der Lindt, vermoord met een kogel in de borst. Het trio beseft dat zij verdacht zullen worden van de moord en besluit het lijk mee te nemen. |                              |                 |                    |             |                              |       |  |
| 36 | Hoog Spel                    | Marc Willems    | Eric Wirix         | 734.700     | 26 november 2007             | 03x13 |  |
| Gastacteurs: Joke Devynck - Geert Hunaerts - Rik Launspach - Elias Mentzel De Nederlander Simon Kuitenbrouwer krijgt een hartaanval in nachtclub LaToya en sterft. Niks verdachts aan de hand vindt de Brugse recherche tot commissaris De Kee weet te melden dat Kuitenbrouwer een informant was van de Nederlandse politie. Via hem stonden de Nederlandse collega's en de Federale op het punt een bende cannabissmokkelaars op te rollen. Kuitenbrouwer werd bovendien vergiftigd en dus gaat het om moord. |                              |                 |                    |             |                              |       |  |

## Seizoen 4 (voorjaar 2008)
Met: Herbert Flack (Pieter Van In), Lucas Van den Eynde (Guido Versavel), Francesca Vanthielen (Hannelore Martens), Michel Van Dousselaere (Roger De Kee), Mathias Coppens (Mitch Dedecker), Maaike Cafmeyer (Carine Neels) en Herman Boets (Leo Vanmaele).
| Afl. | Titel                     | Scenario       | Regie              | Kijkcijfers | Eerste uitzending Vlaanderen | Code  |  |
| --- | ------------------------- | -------------- | ------------------ | ----------- | ---------------------------- | ----- |  |
| 37 | Brugse Bruine             | Paul Piedfort  | Eric Wirix         | 784.600     | 3 maart 2008                 | 04x01 |  |
| Gastacteurs: Dieter Troubleyn - Viv Van Dingenen - Geert Vermeulen - Alex Wilequet De spoedafdeling van het Brugse AZ wordt overrompeld door patiënten met een ernstige voedselvergiftiging. Al snel wordt duidelijk dat ze allemaal hetzelfde streekbier hebben gedronken: Brugse Bruine van de lokale brouwerij Verbeke. Van In snapt niet waarom de politie zich hiermee zou moeten bezighouden, maar dat verandert wanneer de volgende ochtend het lijk van Thierry Verbeke, de zaakvoerder van de brouwerij, uit het Minnewater wordt gevist. |                           |                |                    |             |                              |       |  |
| 38 | Eeuwige Vriendschap       | Marc Willems   | Eric Wirix         | 794.300     | 10 maart 2008                | 04x02 |  |
| Gastacteurs: Norman Baert - Michel Bauwens - Frank Dingenen - Bieke Ilegems - Filip Peeters - Dieter Troubleyn - Mike Verdrengh Gravin Helene Veldmans de Valet wordt vermoord teruggevonden in haar buitenverblijf in Zeebrugge. Een uit de hand gelopen homejacking of een huurmoord? Volgens graaf de Valet, de broer van het slachtoffer, bestaat er weinig twijfel: zijn zus is uit de weg geruimd in opdracht van haar echtgenoot, de beruchte advocaat Nico Veldmans. Beiden waren in een vechtscheiding verwikkeld. Van In is het niet eens met de theorie van de graaf en dat heeft zo zijn redenen. |                           |                |                    |             |                              |       |  |
| 39 | Requiem                   | Hola Guapa     | Eric Wirix         | 726.600     | 17 maart 2008                | 04x03 |  |
| Gastacteurs: Camilia Blereau - David Dermez - Elise De Vliegher - Dimitri Dupont - Ivan Pecnik - Filip Peeters - Dieter Troubleyn Erik Maertens kijkt door het raam zijn bezoeker na, die met de wagen wegrijdt, wanneer hij plots door de knieën zakt, brakt en sterft. Maertens is vergiftigd en alles wijst er op dat hij amper vijf minuten voor zijn dood nog thee gedronken heeft met zijn moordenaar. Marijke Delanoye is erg aangeslagen door de plotse dood van haar man en kan nauwelijks geloven dat hij vermoord werd. Erik had immers geen vijanden en ook maar één echte vriend, zijn collega Dirk Devroe, die al even onder de indruk is.                                                                             |                           |                |                    |             |                              |       |  |
| 40 | Oud Zeer                  | Piet Matthys   | Frank Van Mechelen | 808.900     | 24 maart 2008                | 04x04 |  |
| Gastacteurs: Camilia Blereau - Guido De Craene - Tuur De Weert - Anne Mie Gils - Günther Lesage - Filip Peeters - Brecht Vanmeirhaeghe Op het commissariaat wordt de negenjarige Stephen achtergelaten door de juf. Zijn moeder, Maggie, is hem niet komen afhalen op school en ze is ook niet te bereiken via gsm. Dedecker gaat op zoek en vindt de vrouw thuis koelbloedig afgemaakt met twee kogels in de borst. Alles lijkt op een passionele moord: geen sporen van een inbraak of van een vechtpartij. Stephen vertelt de speurders dat Walter Pletinck, de eigenaar van het huis dat Maggie huurde, soms kwam babysitten. |                           |                |                    |             |                              |       |  |
| 41 | Rien ne va Plus           | Dimitri Dupont | Eric Wirix         | 764.600     | 31 maart 2008                | 04x05 |  |
| Gastacteurs: Nele Bauwens - Camilia Blereau - Sébastien De Smet - Peter Gorissen - Karin Jacobs - Günther Lesage - Gunter Reniers - Kristine Van Pellicom Midden in de nacht wordt een lijk gedumpt in een park. Het slachtoffer is Bertin De Ridder, een geslaagd zakenman. Hij werd afgemaakt met een kogel door het hoofd. Buurtonderzoek levert niets op. Een jong koppel dat nochtans vlakbij woont, heeft niets gezien of gehoord. De weduwe van Bertin is in alle staten. Ze vertelt de speurders dat haar man ontvoerd was. Uit schrik heeft ze niets aan de politie durven te vertellen. Maar ze heeft wel het losgeld betaald. Waarom hebben ze haar man dan toch nog vermoord?                                            |                           |                |                    |             |                              |       |  |
| 42 | De Barbiemoorden (deel 1) | Paul Piedfort  | Frank Van Mechelen | 782.900     | 7 april 2008                 | 04x06 |  |
| Gastacteurs: Steve Aernouts - Camilia Blereau - Maarten Bosmans - Aagje Dom - Günther Lesage - Ben Segers - Lut Tomsin Van In wordt geconfronteerd met zijn ergste nachtmerrie: een seriemoordenaar. Op enkele dagen tijd worden twee blonde receptionistes vermoord. De manier waarop is identiek. Zonder geweld of sporen van inbraak geraakt de moordenaar binnen in het appartement van de jonge vrouwen. Hij wurgt zijn slachtoffers en schminkt ze daarna zeer opzichtig. De stad staat in rep en roer. Een specialist van de federale wordt erbij gehaald, maar de speurders vinden geen enkele bruikbare aanwijzing. |                           |                |                    |             |                              |       |  |
| 43 | De Barbiemoorden (deel 2) | Paul Piedfort  | Frank Van Mechelen | 792.400     | 14 april 2008                | 04x07 |  |
| Gastacteurs: Steve Aernouts - Tiny Bertels - Camilia Blereau - Maarten Bosmans - Günther Lesage - Ben Segers Brugge is in de ban van de seriemoordenaar die inmiddels vier jonge, blonde vrouwen heeft vermoord. Het voorlaatste slachtoffer is een secretaresse van het parket. De andere meisjes werkten als receptioniste bij een bedrijf. Deze overeenkomst is een eerste bruikbare aanwijzing voor de speurders en langzaam sluit het net zich rond de moordenaar, al is Van In er niet helemaal van overtuigd dat alle moorden door één en dezelfde man zijn gepleegd. |                           |                |                    |             |                              |       |  |
| 44 | Bijna Beroemd             | Marc Willems   | Frank Van Mechelen | 738.200     | 21 april 2008                | 04x08 |  |
| Gastacteurs: Sandrine André - David Cantens - Günther Lesage - Dirk Meynendonckx - Mark Vandenbos - Anneke Van Hooff - Karen van Parijs Roger Brouwers wordt vermoord teruggevonden in een hotelkamer. Hij werd de kop ingeslagen met een kandelaar. Het slachtoffer -hoofdredacteur van een magazine dat vooral bekend is voor de schaars geklede babes op de cover- had meer vijanden dan hem lief was. Verdachten genoeg dus. Zo zijn er de zeer jaloerse echtgenote van Brouwers en een collega die maar al te graag de plaats van Brouwers als hoofdredacteur wou innemen. De hoofdverdachte is echter Nadine Verschaert, babe 2007 van het blad.                                                                               |                           |                |                    |             |                              |       |  |
| 45 | Het Afscheid (deel 1)     | Paul Piedfort  | Vincent Rouffaer   | 713.300     | 28 april 2008                | 04x09 |  |
| Gastacteurs: Kristine Arras - Pepijn Caudron - Gilles De Schryver - Wouter Hendrickx - Ludo Hoogmartens - Günther Lesage - Michael Pas - Marc Peeters - Tom Van Bauwel - Hans Van Cauwenberghe - Bart Vanneste - Mieke Verdin Drie mannen vallen 's morgens een villa binnen. Ze gijzelen moeder en zoon en nemen de vader, een bankdirecteur, mee naar zijn filiaal. Door een toevallige politiepatrouille loopt de overval op de bank echter in het honderd. Een van de agenten wordt neergeschoten en de overvallers verschansen zich in de bank met de aanwezige bedienden en klanten als gijzelaars. Onder die gijzelaars bevindt zich Frank, de vriend van Versavel. Hij kan via sms de politie nuttige informatie doorspelen. |                           |                |                    |             |                              |       |  |
| 46 | Het Afscheid (deel 2)     | Paul Piedfort  | Vincent Rouffaer   | 726.800     | 5 mei 2008                   | 04x10 |  |
| Gastacteurs: Lore Dejonckheere - Wouter Hendrickx - Ludo Hoogmartens - Michael Pas - Lotte Pinoy - Tom Van Bauwel - Hans Van Cauwenberghe Guido Versavel is een gebroken man na de dood van zijn vriend en levensgezel Frank. Ook Van In en Hannelore zitten in zak en as. Terwijl een intern onderzoek wordt gestart naar de omstandigheden van de schietpartij, gaat de zoektocht naar de overlevende overvaller echter onvermoeibaar voort. De gangster blijkt nog steeds in Brugge te zitten want er moeten nog een paar rekeningen vereffend worden. |                           |                |                    |             |                              |       |  |
| 47 | Teambuilding              | Piet Matthys   | Vincent Rouffaer   | 649.700     | 12 mei 2008                  | 04x11 |  |
| Gastacteurs: Hilde De Baerdemaeker - Govert Deploige - Ann Esch - Mathias Sercu - Jan Van Hecke De medewerkers van het succesvolle bedrijfje GPS Solutions worden getrakteerd op een weekend teambuilding. Erg heilzaam voor de groepssfeer is het echter niet: de bedrijfsmanager wordt tijdens een paintball-spel dood teruggevonden. Hij werd neergestoken met een groot zakmes. Van In is vastbesloten om tegen de volgende ochtend deze moord uit te klaren, dus hij laat de acht verdachten in het hotel blijven waar ze het weekend doorbrachten. |                           |                |                    |             |                              |       |  |
| 48 | Broederschap (deel 1)     | Marc Willems   | Vincent Rouffaer   | 765.600     | 19 mei 2008                  | 04x12 |  |
| Gastacteurs: Violet Braeckman - Herbert Bruynseels - Jenne Decleir - Heidi De Grauwe - Leslie de Gruyter - Tom De Hoog - Margot De Ridder - Niels Destadsbader - Machteld Ramoudt - Trine Thielen Vechtersbaas Gerard Peeters is met twee kogels in de buik en één in het hoofd gedood. Het slachtotffer was berucht in het portiersmilieu en dus gaat Van In uit van een professionele afrekening. De broers van Gerard, Mon en Lei Peeters, zweren wraak. Ze weigeren Van In te vertellen wie ze verdenken, maar willen wel graag inzage in het onderzoeksdossier. De broers leiden een schimmig security bedrijf en De Kee vreest een portiersoorlog.                                                                             |                           |                |                    |             |                              |       |  |
| 49 | Broederschap (deel 2)     | Marc Willems   | Vincent Rouffaer   | 787.400     | 26 mei 2008                  | 04x13 |  |
| Gastacteurs: Violet Braeckman - Herbert Bruynseels - Jenne Decleir - Heidi De Grauwe - Leslie de Gruyter - Tom De Hoog - Trine Thielen De politie heeft het lijk van Kevin Lacoste gevonden en is nu koortsachtig op zoek naar zijn tienjarig dochtertje Britney. Gevreesd wordt dat haar leven in gevaar is. Tegenover Van In licht dancinguitbater Didier Mahot een tip van de sluier, maar het bekomt hem slecht. Van In en De Kee besluiten daarop de gebroeders Peeters én Jan Van Dam dag en nacht te schaduwen, maar de advocaten van de gangsters slaan terug en De Kee moet de operatie afblazen. |                           |                |                    |             |                              |       |  |

## Seizoen 5 (voorjaar 2009)
Met: Herbert Flack (Pieter Van In), Koen Van Impe (Ivo Verbruggen), Francesca Vanthielen (Hannelore Martens), Michel Van Dousselaere (Roger De Kee), Mathias Coppens (Mitch Dedecker), Maaike Cafmeyer (Carine Neels), Alice Reijs (Tamara Meijer) en Herman Boets (Leo Vanmaele).
| Nr. | Titel aflevering         | Scenario                        | Regie               | Kijkcijfers | Eerste uitzending Vlaanderen | Code  |  |
| --- | ------------------------ | ------------------------------- | ------------------- | ----------- | ---------------------------- | ----- |  |
| 50 | Geen Post Vandaag        | Steve Beirnaert & Paul Piedfort | Frank Van Mechelen  | 913.900     | 23 februari 2009             | 05x01 |  |
| Gastacteurs: Marc Coessens - Elke Dom - Mia Grijp |                          |                                 |                     |             |                              |       |  |
| 51 | De Wraakengel            | Hola Guapa                      | Frank Van Mechelen  | 828.600     | 2 maart 2009                 | 05x02 |  |
| Gastacteurs: Roy Aernouts - Stephanie Meire - Kyoko Scholiers - Eric Van Herreweghe - Inge Van Olmen - Daisy Van Praet                                                                          |                          |                                 |                     |             |                              |       |  |
| 52 | De Ongenode Gast         | Marc Willems                    | Frank Van Mechelen  | 760.800     | 9 maart 2009                 | 05x03 |  |
| Gastacteurs: Peter Bulckaen - Ludo Busschots - Veerle Eyckermans - Geert Hunaerts - Peter Michel - Jeroen Van Dyck - Ronny Waterschoot                                                          |                          |                                 |                     |             |                              |       |  |
| 53 | Een Goede Buur           | Piet Matthys                    | Miel Van Hoogenbemt | 755.100     | 16 maart 2009                | 05x04 |  |
| Gastacteurs: Frederik Imbo - Caroline Maes - Annemarie Picard - Dries Vanhegen - Maurice Wouters                                                                                                |                          |                                 |                     |             |                              |       |  |
| 54 | Kunstminnaars            | Christel Helsen                 | Miel Van Hoogenbemt | 761.500     | 23 maart 2009                | 05x05 |  |
| Gastacteurs: Mieke Bouve - Hans De Munter - Leo Madder - Eva Van Der Gucht - Bert Van Poucke |                          |                                 |                     |             |                              |       |  |
| 55 | Zinloos Geweld           | Dirk Nielandt                   | Miel Van Hoogenbemt | 825.300     | 30 maart 2009                | 05x06 |  |
| Gastacteurs: Kevin Bellemans - Karolien De Beck - Margot De Ridder - Ben Hemerijckx - Jo Hens - Kurt Rogiers - Antoine Van der Auwera                                                           |                          |                                 |                     |             |                              |       |  |
| 56 | De Stalker               | Marc Willems                    | Frank Van Mechelen  | 820.600     | 6 april 2009                 | 05x07 |  |
| Gastacteurs: Kris Cuppens - Aza Declercq - Pieter-Jan De Wyngaert - Fania Sorel - Jaak Van Assche - Isabelle Van Hecke - Guy Van Sande                                                          |                          |                                 |                     |             |                              |       |  |
| 57 | Eerlijk duurt het Langst | Jaak Boon & Nine Cornelissen    | Miel Van Hoogenbemt | 901.200     | 13 april 2009                | 05x08 |  |
| Gastacteurs: Erik Burke - Pierre Callens - Sien Diels - Monika Dumon - Margot Neyskens - Ellen Schoeters - Guy Van Sande - Lotte Verlackt                                                       |                          |                                 |                     |             |                              |       |  |
| 58 | De Caryatismoorden       | Hola Guapa                      | Miel Van Hoogenbemt | 817.300     | 20 april 2009                | 05x09 |  |
| Gastacteurs: Jakob Beks - Camilia Blereau - Chris Cauwenberghs - Bert Cosemans - Christel Domen - Patricia Goemaere - Stefan Perceval - Machteld Timmermans - Alain Van Goethem - Guy Van Sande |                          |                                 |                     |             |                              |       |  |
| 59 | Het Proces               | Dirk Nielandt & Paul Piedfort   | Frank Van Mechelen  | 861.500     | 27 april 2009                | 05x10 |  |
| Gastacteurs: Camilia Blereau - Wim Danckaert - Pieter-Jan De Wyngaert - Fania Sorel - Tom Struyf - Heddie Suls - Jaak Van Assche - Joris Van den Eynde - Isabelle Van Hecke - Guy Van Sande     |                          |                                 |                     |             |                              |       |  |
| 60 | De Perfecte Moord        | Hola Guapa                      | Mathias Coppens     | 850.500     | 4 mei 2009                   | 05x11 |  |
| Gastacteurs: Ann Ceurvels - Maarten Claeyssens - Tina Maerevoet - Jan Van Looveren - Guy Van Sande                                                                                              |                          |                                 |                     |             |                              |       |  |
| 61 | Het Groot Lot            | Marc Willems                    | Mathias Coppens     | 855.200     | 11 mei 2009                  | 05x12 |  |
| Gastacteurs: Mieke Dobbels - Nicole Lauwaert - Nele Snoeck - Chris Thys - Guy Van Sande |                          |                                 |                     |             |                              |       |  |
| 62 | Doodvonnis               | Piet Matthys                    | Mathias Coppens     | 842.500     | 18 mei 2009                  | 05x13 |  |
| Gastacteurs: Lucas Van den Eynde - Luk Wyns |                          |                                 |                     |             |                              |       |  |

## Seizoen 6 (najaar 2010)
Met: Herbert Flack (Pieter Van In), Ludo Hoogmartens (Robert De Maegd), Francesca Vanthielen (Hannelore Martens), Michel Van Dousselaere (Roger De Kee), Mathias Coppens (Mitch Dedecker), Maaike Cafmeyer (Carine Neels), Alice Reijs (Tamara Meijer), Herman Boets (Leo Vanmaele) en Adriaan Van Den Hoof (Tom Smeekens).
| Nr. | Titel aflevering      | Scenario       | Regie            | Kijkcijfers | Eerste uitzending Vlaanderen | Code  |  |
| --- | --------------------- | -------------- | ---------------- | ----------- | ---------------------------- | ----- |  |
| 63 | Nieuw Leven           | Marc Willems   | Klaus Verscheure | 835.135     | 30 augustus 2010             | 06x01 |  |
| Gastacteurs: Pieter Bamps - Rebecca Huys - Nora Tilley - Hugo Van den Berghe - Steven Van Watermeulen                                                                                     |                       |                |                  |             |                              |       |  |
| 64 | Jong Verdriet         | Piet Matthys   | Klaus Verscheure | 763.023     | 6 september 2010             | 06x02 |  |
| Gastacteurs: Barbara Bracke - Kim Hertogs - Eric Kerremans - Ward Kerremans |                       |                |                  |             |                              |       |  |
| 65 | Cold Case             | Dirk Nielandt  | Klaus Verscheure | 789.013     | 13 september 2010            | 06x03 |  |
| Gastacteurs: Olivier De Smet - Kim Hertogs - Véronique Leysen - Ivan Pecnik - Tania Poppe - Hans Royaards                                                                                 |                       |                |                  |             |                              |       |  |
| 66 | Schuld en Boete       | Hola Guapa     | Toon Slembrouck  | 838.715     | 20 september 2010            | 06x04 |  |
| Gastacteurs: Joke De Bruyn - Mieke De Groote - Timo Descamps - Kim Hertogs - Walter Quartier - Serge-Henri Valcke - Hans Van Cauwenberghe - Marc Van Eeghem - Karen van Parijs            |                       |                |                  |             |                              |       |  |
| 67 | Oog om Oog            | Hola Guapa     | Toon Slembrouck  | 805.521     | 27 september 2010            | 06x05 |  |
| Gastacteurs: Sven De Ridder - Frank Dierens - Kim Hertogs - Peter Thyssen - Karel Tuytschaever - Jonas Van Geel - Gert Winkelmans                                                         |                       |                |                  |             |                              |       |  |
| 68 | De Valkenier          | Dirk Nielandt  | Toon Slembrouck  | 874.821     | 4 oktober 2010               | 06x06 |  |
| Gastacteurs: Camilia Blereau - Thomas Cammaert - Jos Geens - Kim Hertogs - Karlijn Sileghem - Laurien Van den Broeck - Dirk Van Dijck                                                     |                       |                |                  |             |                              |       |  |
| 69 | Monstermoord          | Marc Willems   | Klaus Verscheure | 845.623     | 11 oktober 2010              | 06x07 |  |
| Gastacteurs: Kurt Defrancq - Sebastien Dewaele - Blanka Heirman - Ann Hendrickx - Kim Hertogs - Nicky Langley - Free Souffriau - Lucas Tavernier - Wouter Van Lierde - Geert Vermeulen    |                       |                |                  |             |                              |       |  |
| 70 | De Klasreünie         | Paul Piedfort  | Toon Slembrouck  | 973.127     | 18 oktober 2010              | 06x08 |  |
| Gastacteurs: Michael De Cock - Kim Hertogs - An Jordens - Pascale Michiels - Tine van den Brande - Ann Van Den Broeck                                                                     |                       |                |                  |             |                              |       |  |
| 71 | Een Dodelijk Geheim   | Nico Moolenaar | Toon Slembrouck  | 944.949     | 25 oktober 2010              | 06x09 |  |
| Gastacteurs: Titus De Voogdt - Pieter Genard - Kim Hertogs - An Jordens - Rudy Morren - Anemone Valcke - Tine van den Brande - Robrecht Vanden Thoren - Bram Van Outryve - Tanya Zabarylo |                       |                |                  |             |                              |       |  |
| 72 | Blinde Liefde         | Piet Matthys   | Mathias Coppens  | 961.178     | 1 november 2010              | 06x10 |  |
| Gastacteurs: Elise Bundervoet - Robbie Cleiren - Sara De Bosschere - Danny Timmermans - Tine van den Brande - Tanya Zabarylo                                                              |                       |                |                  |             |                              |       |  |
| 73 | Zwijgplicht           | Marc Willems   | Klaus Verscheure | 982.855     | 8 november 2010              | 06x11 |  |
| Gastacteurs: Luk De Konink - Steve Geerts - Geert Hunaerts - Stan Van Samang - Benjamin Van Tourhout - Geert Willems                                                                      |                       |                |                  |             |                              |       |  |
| 74 | De Architect (deel 1) | Hola Guapa     | Mathias Coppens  | 929.436     | 15 november 2010             | 06x12 |  |
| Gastacteurs: Norman Baert - Ruth Becquart - Jappe Claes - Benny Claessens - Rik van Uffelen - Eddy Vereycken                                                                              |                       |                |                  |             |                              |       |  |
| 75 | De Architect (deel 2) | Hola Guapa     | Mathias Coppens  | 860.874     | 22 november 2010             | 06x13 |  |
| Gastacteurs: Norman Baert - Ruth Becquart - Camilia Blereau - Jappe Claes - Benny Claessens - Wim Van de Velde - Rik van Uffelen - Eddy Vereycken                                         |                       |                |                  |             |                              |       |  |

## Seizoen 7 (najaar 2011)
Met: Herbert Flack (Pieter Van In), Ludo Hoogmartens (Robert De Maegd), Francesca Vanthielen (Hannelore Martens), Michel Van Dousselaere (Roger De Kee), Adriaan Van den Hoof (Tom Smeekens), Maaike Cafmeyer (Carine Neels) en Herman Boets (Leo Vanmaele).
| Nr. | Titel aflevering     | Scenario                      | Regie              | Kijkcijfers | Eerste uitzending Vlaanderen | Code  |  |
| --- | -------------------- | ----------------------------- | ------------------ | ----------- | ---------------------------- | ----- |  |
| 76 | Zwarte Anjers        | Piet Matthys                  | Frank Van Mechelen | 934.120     | 29 augustus 2011             | 07x01 |  |
| Gastacteurs: Camilia Blereau - Han Coucke - Lore Dejonckheere - Ides Meire - Mathijs Scheepers - Guy Van Sande                                                                                |                      |                               |                    |             |                              |       |  |
| 77 | De Krotkoningin      | Marc Willems                  | Frank Van Mechelen | 840.026     | 5 september 2011             | 07x02 |  |
| Gastacteurs: Axel Daeseleire - Eline Kuppens - Lut Tomsin - Gregory Van Damme - Rikkert Van Dijck - Guy Van Sande                                                                             |                      |                               |                    |             |                              |       |  |
| 78 | De Zaak Christiaenen | Paul Piedfort                 | Frank Van Mechelen | 832.175     | 12 september 2011            | 07x03 |  |
| Gastacteurs: Camilia Blereau - Tom De Hoog - Jackie Dewaele - Ludo Hellinx - Els Olaerts - Guy Van Sande                                                                                      |                      |                               |                    |             |                              |       |  |
| 79 | Dodelijke Ambitie    | Nico Moolenaar                | Kurt Vervaeren     | 857.326     | 19 september 2011            | 07x04 |  |
| Gastacteurs: Anthony Arandia - Nele Bauwens - Camilia Blereau - Leslie de Gruyter - Els Dottermans - Guy Van Sande                                                                            |                      |                               |                    |             |                              |       |  |
| 80 | Fataal Bedrog        | Paul Piedfort                 | Kurt Vervaeren     | 871.863     | 26 september 2011            | 07x05 |  |
| Gastacteurs: Camilia Blereau - Marijke Pinoy - Tine van den Brande - Chris van den Durpel - Guy Van Sande - Tanya Zabarylo                                                                    |                      |                               |                    |             |                              |       |  |
| 81 | Vendetta             | Nico Moolenaar                | Eric Wirix         | 839.409     | 3 oktober 2011               | 07x06 |  |
| Gastacteurs: Bart Slegers - Tine van den Brande - Peter van den Eede - Tanya Zabarylo |                      |                               |                    |             |                              |       |  |
| 82 | Angel Dust           | Piet Matthys & Nico Moolenaar | Kurt Vervaeren     | 937.800     | 10 oktober 2011              | 07x07 |  |
| Gastacteurs: Greg Timmermans - Tine van den Brande - Mathias Vergels - Tanya Zabarylo |                      |                               |                    |             |                              |       |  |
| 83 | In Brugge            | Geert Bouckaert               | Eric Wirix         | 895.570     | 17 oktober 2011              | 07x08 |  |
| Gastacteurs: Rosalie de Jong - Mirjam de Rooij - Bart de Vries - Tanja Jess - Kimberley Klaver - Joep Sertons - Sieger Sloot - Tristan Versteven                                              |                      |                               |                    |             |                              |       |  |
| 84 | Oude Vrienden        | Paul Piedfort                 | Kurt Vervaeren     | 903.737     | 24 oktober 2011              | 07x09 |  |
| Gastacteurs: Herman Gilis - Isabel Leybaert - Nico Sturm - Tom Van Bauwel - Kristine Van Pellicom                                                                                             |                      |                               |                    |             |                              |       |  |
| 85 | De Afscheidspremie   | Marc Willems & Paul Piedfort  | Kurt Vervaeren     | 867.010     | 31 oktober 2011              | 07x10 |  |
| Gastacteurs: Natali Broods - Steven Colombeen - Maxime De Winne - Carry Goossens - Anke Helsen - Dirk Meynendonckx - Bob Snijers - Kristine Van Pellicom                                      |                      |                               |                    |             |                              |       |  |
| 86 | A Charge             | Piet Matthys & Nico Moolenaar | Kurt Vervaeren     | 993.072     | 7 november 2011              | 07x11 |  |
| Gastacteurs: Maarten Ketels - Peter Rouffaer - Dirk Tuypens - Kristine Van Pellicom - Mark Verstraete                                                                                         |                      |                               |                    |             |                              |       |  |
| 87 | Apocalyps (deel 1)   | Paul Piedfort                 | Kurt Vervaeren     | 1.016.470   | 14 november 2011             | 07x12 |  |
| Gastacteurs: Peter Bastiaensen - Camilia Blereau - Stany Crets - Bob De Moor - Greet Rouffaer - Hilde Van haesendonck - Koen Van Impe - Kristine Van Pellicom - Guy Van Sande - Alex Wilequet |                      |                               |                    |             |                              |       |  |
| 88 | Apocalyps (deel 2)   | Paul Piedfort                 | Kurt Vervaeren     | 895.433     | 21 november 2011             | 07x13 |  |
| Gastacteurs: Camilia Blereau - Stany Crets - Bob De Moor - Greet Rouffaer - Hilde Van haesendonck - XBianca Vanhaverbeke - Koen Van Impe - Kristine Van Pellicom - Alex Wilequet              |                      |                               |                    |             |                              |       |  |

## Seizoen 8 (najaar 2012)
Met: Herbert Flack (Pieter Van In), Ludo Hoogmartens (Robert De Maegd), Michel Van Dousselaere (Roger De Kee), Adriaan Van den Hoof (Tom Smeekens), Hilde De Baerdemaeker (Jelle Cockx), Greet Rouffaer (Andrea Kosinsky)  en Herman Boets (Leo Vanmaele).
| Nr. | Titel aflevering           | Scenario                         | Regie           | Kijkcijfers live+6 | Eerste uitzending Vlaanderen | Code  |  |
| --- | -------------------------- | -------------------------------- | --------------- | ------------------ | ---------------------------- | ----- |  |
| 89 | De Patrouille (deel 1)     | Piet Matthys & Nico Moolenaar    | Kurt Vervaeren  | 813.155            | 4 september 2012             | 08x01 |  |
| Gastacteurs: Valentijn Dhaenens - Erik Goris - Gert Lahousse - Simone Milsdochter - Aida Mussach - Marc Peeters - Tom Waes Op klaarlichte dag wordt er in Brugge een agent vermoord, zijn collega's zijn op wraak uit en weten geen grens meer te trekken, agent Jelle Cockx maakt er melding van maar wordt door haar chef Vreebos op een zijspoor gezet. Van In ziet in dat zij een toegevoegde waarde voor het onderzoek is en betrekt haar erbij. Ondertussen wordt de zaak beetje bij beetje persoonlijker voor Van In...                                                             |                            |                                  |                 |                    |                              |       |  |
| 90 | De Patrouille (deel 2)     | Piet Matthys & Nico Moolenaar    | Kurt Vervaeren  | 695.187            | 11 september 2012            | 08x02 |  |
| Gastacteurs: Valentijn Dhaenens - Erik Goris - Gert Lahousse - Simone Milsdochter - Aida Mussach - Marc Peeters - Tom Waes Van In is aangehouden op verdenking van de moord op agent Timo Janssens, hij staat er zwak voor en heeft alle schijn tegen. Jelle laat niet los en besluit op eigen titel hoofdverdachte Philippe Conru te confronteren, maar niets is zonder risico... |                            |                                  |                 |                    |                              |       |  |
| 91 | Publiek Geheim             | Paul Piedfort                    | Kurt Vervaeren  | 744.279            | 18 september 2012            | 08x03 |  |
| Gastacteurs: George Arrendell - Walter Baele - Griet Dobbelaere - Ianka Fleerackers Van In heeft Jelle toegevoegd aan zijn team en krijgt te maken met het onderzoek naar een ogenschijnlijk keurige huisvrouw. Jelle bijt zich vast in de zaak en ontdekt dat lang niet alles zo keurig aan haar was als dat ze denkt... |                            |                                  |                 |                    |                              |       |  |
| 92 | Two Funerals and a Wedding | Lukas Bossuyt                    | Kurt Vervaeren  | 874.736            | 25 september 2012            | 08x04 |  |
| Gastacteurs: Marijn Devalck - Bart Hollanders - Paula Semer Carlos Vermeire, een succesvol zakenman, is in alle staten omdat zijn dochter Marlies niet is thuisgekomen na een etentje. Marlies heeft de bus naar huis genomen en is sindsdien spoorloos. Alles wordt in het werk gesteld om het verdwenen meisje terug te vinden. De zaak loopt fout wanneer haar vader één miljoen euro belooft aan wie een waardevolle tip kan geven… |                            |                                  |                 |                    |                              |       |  |
| 93 | Lüger                      | Paul Piedfort & Steven Hendryckx | Mathias Coppens | 851.215            | 2 oktober 2012               | 08x05 |  |
| Gastacteurs: R. Kan Albay - Clara Cleymans - Vic De Wachter - Karin Jacobs - Karin Tanghe - Wim Willaert Van In krijgt te maken met de moord op een scharrelaar die in zijn naaste omgeving niet geliefd werd. Het onderzoek levert geen concrete bewijzen op. De Kee wordt door Ari Kahn, een vooraanstaande Joodse zakenman benaderd. In zijn kasteel is er ingebroken en de buit is een wel heel bijzonder object... |                            |                                  |                 |                    |                              |       |  |
| 94 | Swingers                   | Paul Piedfort                    | Mathias Coppens | 857.659            | 9 oktober 2012               | 08x06 |  |
| Gastacteurs: Kevin Bellemans - Manou Kersting - Gert Portael - Karel Tuytschaever Een uit de hand gelopen overval op een plaatselijke bank brengt Van In en zijn team op het spoor van de louche bordeelhouder Danny de Greef, die meerdere overvallen op de planning heeft. Dit moet tegen elke prijs vermeden worden en dus besluiten De Maegd en Jelle undercover te gaan, totdat de Greef De Maegd voor een ingewikkeld dilemma stelt... |                            |                                  |                 |                    |                              |       |  |
| 95 | Bloedmooi                  | Paul Piedfort & Bart Van Peel    | Mathias Coppens | 771.816            | 16 oktober 2012              | 08x07 |  |
| Gastacteurs: Warre Borgmans - Maarten Claeyssens - Barbara Sarafian - Chris Thys In een atelier in Brugge wordt het lichaam aangetroffen van de kunstenaar, alles wijst erop dat hij zelfmoord heeft gepleegd en daarom ziet Van In er niet veel in om de zaak verder te onderzoeken, totdat er een tweede dode valt... |                            |                                  |                 |                    |                              |       |  |
| 96 | Trauma                     | Piet Matthys & Nico Moolenaer    | Kurt Vervaeren  | 785.049            | 23 oktober 2012              | 08x08 |  |
| Gastacteurs: Els De Schepper - Darya Gantura - Herwig Ilegems - Joren Seldeslachts - Koen Van Impe - Michael Vergauwen De moord op een man die in zijn flat in Brugge dood wordt aangetroffen, leidt Van In naar een slachthuis waar gedemonstreerd wordt tegen dierenleed. De spil in het onderzoek lijkt de directeur van het slachthuis te zijn die een bijzondere connectie met het slachtoffer blijkt te hebben... |                            |                                  |                 |                    |                              |       |  |
| 97 | Vigilante                  | Lucas Bossuyt                    | Kurt Vervaeren  | 836.038            | 30 oktober 2012              | 08x09 |  |
| Gastacteurs: Jurgen Delnaet - Bert Haelvoet - Koen Van Impe Van In en co beginnen een race tegen de klok om te voorkomen dat het ene na het andere slachtoffer valt, maar gemakkelijk is het niet als blijkt dat ze met een geraffineerde dader te maken hebben... |                            |                                  |                 |                    |                              |       |  |
| 98 | De Slimste Mens            | Piet Matthys & Nico Moolenaer    | Kurt Vervaeren  | 810.793            | 6 november 2012              | 08x10 |  |
| Gastacteurs: Tiny Bertels - Stefaan Degand - Johan Petit - Mark Stroobants - An Vanderstighelen - Eric Van Herreweghe - Koen Van Impe In de stal van een zorginstelling voor geestelijk gehandicapten wordt het lijk van een van verzorgers gevonden. Veel aanknopingspunten zijn er niet, behalve Smeekens, die een van de verdachten kent... |                            |                                  |                 |                    |                              |       |  |
| 99 | De Cabriocase              | Koen Sonck                       | Mathias Coppens | 938.558            | 13 november 2012             | 08x11 |  |
| Gastacteurs: David Dermez - Veerle Dobbelaere - Chris Thys - Koen Van Impe - Knarf Van Pellecom - Mike Verdrengh - Rik Verheye Brugge wordt geteisterd door een bende die al enige tijd bezig zijn met carjackings, maar het verband is dat ze het altijd op cabrio's gemunt hebben. Van In en co worden erbij geroepen op het moment dat een van de overvallen uit de hand loopt en er een dode valt. Wat Van In niet weet is dat zijn oude makker Ivo Verbruggen niet ongeschonden uit dit onderzoek komt en dat hij voor een groot dilemma komt te staan...                             |                            |                                  |                 |                    |                              |       |  |
| 100 | Beau Monde (deel 1)        | Koen Sonck                       | Mathias Coppens | 853.495            | 20 november 2012             | 08x12 |  |
| Gastacteurs: Sandrine André - Annick Christiaens - Hans De Munter - Veerle Dobbelaere - Mathias Sercu - Amaryllis Uitterlinden - Wim Van de Velde - Koen Van Impe - Ben Van Ostade - Francesca Vanthielen - Mike Verdrengh De Kee wordt meegenomen naar het kasteel van de vooraanstaande zakenman Dauxois die een receptie houdt. Tijdens deze receptie duikt een journalist op met een vreemd verhaal. Diezelfde avond wordt er in een hotel in Brugge iemand vermoord, het blijkt de tipgever van de journalist te zijn die met een nogal explosief verhaal naar buiten wilde treden... |                            |                                  |                 |                    |                              |       |  |
| 101 | Beau Monde (deel 2)        | Koen Sonck                       | Mathias Coppens | 935.830            | 27 november 2012             | 08x13 |  |
| Gastacteurs: Sandrine André - Hans De Munter - Iwein Segers - Mathias Sercu - Amaryllis Uitterlinden - Wim Van de Velde - Ben Van Ostade - Francesca Vanthielen - Mike Verdrengh Van In en co zetten alles op alles om het netwerk van Dauxois te ontmantelen, er is sprake van een grote reeks wandaden die voor Dauxois de weg naar de macht hebben geopend. Maar wat opdat moment nog niemand weet is dat deze zaak voor zowel zijn team als voor Van In zelf veel persoonlijker wordt dan dat hij ooit had kunnen denken...                                                            |                            |                                  |                 |                    |                              |       |  |

## Seizoen 9 (voorjaar 2013)
Met: Herbert Flack (Pieter Van In), Ludo Hoogmartens (Robert De Maegd), Michel Van Dousselaere (Roger De Kee), Adriaan Van den Hoof (Tom Smeekens), Hilde De Baerdemaeker (Jelle Cockx), Greet Rouffaer (Andrea Kosinsky) en Herman Boets (Leo Vanmaele).
| Nr. | Titel aflevering          | Scenario                                     | Regie             | Kijkcijfers live+6 | Eerste uitzending Vlaanderen | Code  |  |
| --- | ------------------------- | -------------------------------------------- | ----------------- | ------------------ | ---------------------------- | ----- |  |
| 102 | De lijfwacht              | Paul Piedfort                                | Filip Van Neyghem | 803.584            | 30 januari 2013              | 09x01 |  |
| Gastacteurs: Kristine Arras - François Beukelaers - Jenne Decleir - Anneke De Keersmaeker - Rudi Delhem - Steve Geerts – Tine Van den Brande Een rijke, succesvolle zakenvrouw wordt 's ochtends thuis opgehaald door haar chauffeur als de auto onderweg wordt klemgereden, waarbij haar chauffeur wordt doodgeschoten. Sindsdien ontbreekt van haar ieder spoor. Verhalen doen de ronden over wat er met haar gebeurd kan zijn, maar de dader geeft zichzelf niet zomaar gewonnen... |                           |                                              |                   |                    |                              |       |  |
| 103 | Romeo & Julia             | Koen Sonck                                   | Filip Van Neyghem | 900.831            | 6 februari 2013              | 09x02 |  |
| Gastacteurs: Maarten Bosmans - Ann Ceurvels - Gerd De Ley - Emma Lauwers - Gunther Lesage - Ini Massez - Alex Van Haecke - Pieter Verelst - Tanya Zabarylo Een zakenman wordt vermoord teruggevonden in de stal van zijn boerderij. Van In ontdekt dat de man een spoor van schulden achter heeft gelaten voor zijn vrouw en dochter, en wel één bij een zeer onaangename schuldeiser... |                           |                                              |                   |                    |                              |       |  |
| 104 | Bedgeheimen               | Lukas Bossuyt                                | Filip Van Neyghem | 845.344            | 13 februari 2013             | 09x03 |  |
| Gastacteurs: Mieke Bouve - Pierre Callens - David Cantens - Ann Ceurvels - Ron Cornet - Marieke Dilles - Rudy Morren Schepen Desmedt heeft het gevoel dat iemand haar dood wil hebben en schreeuwt moord en brand. Van In wordt tegen zijn zin in door De Kee op deze zaak gezet, maar de accidenten blijken oplopend te zijn van kwaad naar erger... |                           |                                              |                   |                    |                              |       |  |
| 105 | De weddenschap            | Steven Hendryckx & Paul Piedfort             | Kurt Vervaeren    | 945.165            | 20 februari 2013             | 09x04 |  |
| Gastacteurs: Steph Baeyens - Els Béatse - Ann Ceurvels - Kristoff Clerckx - Vicky Florus - Lotte Heijtenis - Tine Laureyns Van In en co moeten zien te voorkomen dat er meerdere slachtoffers vallen in een zaak waarin de slachtoffers zo goed als niks met elkaar te maken lijken te hebben, hoe kunnen ze dan voorkomen dat er meer slachtoffers vallen? En nog belangrijker: hoe gaan ze dan de dader vinden? |                           |                                              |                   |                    |                              |       |  |
| 106 | Knock-out                 | Joshua De Vilder, Paul Piedfort & Eric Wirix | Kurt Vervaeren    | 942.519            | 27 februari 2013             | 09x05 |  |
| Gastacteurs: Lulu Aertgeerts - Ann Ceurvels - Dimitri Leue - Ella Leyers - Michael Pas - Mark Vandenbos - Marc Van Eeghem Maria Sofia Di Luca wordt na het kickboksen in de douche van de boksschool door twee man verkracht. Een paar dagen later doet de moeder van een van de twee aangifte van de vermissing van haar zoon. Zodra Van In en co weet hebben van de verkrachting en ze erachter komen dat Maria Sofia de dochter blijkt van de zware crimineel Renaat Di Luca, het sneller de zaak opgelost lijkt, of lijkt dat maar zo... |                           |                                              |                   |                    |                              |       |  |
| 107 | De zaak 'De Maegd'        | Paul Piedfort                                | Kurt Vervaeren    | 911.819            | 6 maart 2013                 | 09x06 |  |
| Gastacteurs: Ann Ceurvels - Bart De Bondt - Erik Goris - Simone Milsdochter - Michael Pas - Christophe Stienlet - Mark Vandenbos - Tanya Zabarylo Roeland Pieters, een zakenman uit het Brugse, wordt na het sporten doodgeschoten. De ochtend erna wordt De Maegd wakker, hij heeft zich zitten bezatten en keert rustig richting het bureau. Pieters was echter de man die hij ervan verdacht zijn vrouw Patricia te hebben doodgereden omdat ze een verhouding met elkaar hadden. En het blijkt een opeenstapeling van zaken te zijn: een getuige meldt zich dat Pieters de avond voor zijn dood is opgezocht op kantoor en op zijn gezicht is geslagen, door Rob De Maegd... |                           |                                              |                   |                    |                              |       |  |
| 108 | Au pair                   | Koen Sonck                                   | Kurt Vervaeren    | 931.152            | 13 maart 2013                | 09x07 |  |
| Gastacteurs: Lindsay Bervoets - Ann Ceurvels - Marieke Dilles - Monika Dumon - Jelle Florizoone - Kalina Malehounova - Viv Van Dingenen Een keurige zakenman wordt vermoord aangetroffen in zijn huis. Het enige spoor in de zaak lijkt de verdwenen au-pair te zijn die altijd in het huis is, behalve op de avond van de moord, toeval of geen toeval? |                           |                                              |                   |                    |                              |       |  |
| 109 | Verdwenen                 | Lukas Bossuyt                                | Filip Van Neyghem | 902.631            | 20 maart 2013                | 09x08 |  |
| Gastacteurs: Ann Ceurvels - Robbie Cleiren - Marieke Dilles - Pieter Genard - Daan Hugaert - Chris Thys - Kurt Vandendriessche - Vincent Van Sande Karel Sermont dood aangifte van de vermissing van zijn broer Fred. Hij weet zeker dat er iets met hem gebeurd moet zijn. De LOD volgt twee sporen: 1. het medische experiment waaraan Fred had meegedaan vlak voor zijn verdwijning. En 2: een conflict met een gevaarlijke crimineel in de gevangenis waar Fred werkt... |                           |                                              |                   |                    |                              |       |  |
| 110 | In eigen handen           | Koen Sonck                                   | Filip Van Neyghem | 944.103            | 27 maart 2013                | 09x09 |  |
| Gastacteurs: Ann Ceurvels - Werner De Smedt - Veerle Malschaert - Peter Michel - Koen Monserez - Nathalie Wijnants - Geert Willems - Tanya Zabarylo Een ex marinier die beschuldigt wordt van de moord op zijn ex vrouw ontsnapt uit de rechtbank op het moment dat hij voor moet komen. De enige gelegenheid om hem te vangen lijkt een bezoek aan zijn dochter, waar Van In en De Maegd hem dan ook opwachten, maar niet zonder slag of stoot... |                           |                                              |                   |                    |                              |       |  |
| 111 | From Bruges with Love     | Charles De Weerdt                            | Filip Van Neyghem | 900.443            | 3 april 2013                 | 09x10 |  |
| Gastacteurs: Guy Bleyaert - Ann Ceurvels - Mieke De Groote - Marieke Dilles - Katrin Lohmann - Ann van den Broeck - Dries Vanhegen De moord op een student van het Europacollege in Brugge lijkt verband te houden met een mogelijk Russische spionne die studeert aan het college. Het lijkt een ingewikkelde zaak te worden en zeker omdat de hoofdverdachte een tikkende tijdbom blijkt... |                           |                                              |                   |                    |                              |       |  |
| 112 | Hoogmoed komt voor de val | Lukas Bossuyt                                | Jeroen Dumoulein  | 817.293            | 10 april 2013                | 09x11 |  |
| Gastacteurs: Steve Aernouts - Ann Ceurvels - Nabil Mallat - Door van Boeckel - Lien Van de Kelder - Francesca Vanthielen - Eddy Vereycken Op klaarlichte dag hangt er in het centrum van Brugge het lichaam van de omstreden komiek Filip Verstraete, althans zo lijkt het. Het blijkt een pop te zijn die als hem is aangekleed. Verstraete, die dag en nacht gevolgd wordt voor een reality tv serie over hem, grijpt dit aan om de door hem uitgeroepen oorlog met de Islam te voeren, en er dreigt een aanslag op hem op handen te zijn... |                           |                                              |                   |                    |                              |       |  |
| 113 | Troebel verleden (deel 1) | Paul Piedfort                                | Jeroen Dumoulein  | 757.362            | 17 april 2013                | 09x12 |  |
| Gastacteurs: Tom Audenaert - Gene Bervoets - Steven Boen - Ann Ceurvels - Wim Danckaert - Marieke Dilles - Jos Dom - Gert Winkelmans - Tanya Zabarylo Brugge lijkt decor te worden van een bendeoorlog, waarbij de Brugse drugsbaron Antoon Coninckx voor Ministerie van Defensie lijkt te spelen. Het probleem is dat Coninckx ongrijpbaar is en datzelfde geldt voor iedereen om hem heen. Ondertussen wordt Smeekens voorgesteld aan zijn schoonouders, maar de avond krijgt een abrupt ander einde dan gehoopt... |                           |                                              |                   |                    |                              |       |  |
| 114 | Troebel verleden (deel 2) | Paul Piedfort                                | Jeroen Dumoulein  | 780.490            | 24 april 2013                | 09x13 |  |
| Gastacteurs: Tom Audenaert - Gene Bervoets - Steven Boen - Ann Ceurvels - Wim Danckaert - Marieke Dilles - Jos Dom - Gert Winkelmans - Tanya Zabarylo De LOD is met man en macht op zoek naar Thierry Coninckx, die Smeekens' vriendin Linde en De Maegd's dochter Machteld heeft ontvoerd. Van In ontdekt dat er een verband is tussen de dood van Linde's broer, de aan een overdosis overleden collega en de bendeoorlog die momenteel overheerst. Het is zaak om Coninckx en zijn netwerk te ontmantelen voor het bloedbad alleen maar groter wordt... |                           |                                              |                   |                    |                              |       |  |

## Seizoen 10 (voorjaar 2014)
Met: Herbert Flack (Pieter Van In), Ludo Hoogmartens (Robert De Maegd), Michel Van Dousselaere (Roger De Kee), Adriaan Van den Hoof (Tom Smeekens), Hilde De Baerdemaeker (Jelle Cockx), Francesca Vanthielen (Hannelore Martens), Axel Daeseleire (Dirk Vereecke), Marc Lauwrys (Rudy Snels), Maaike Cafmeyer (Carine Neels), Lucas Van den Eynde (Guido Versavel), Louis Talpe (Eric Franckx) en Herman Boets (Leo Vanmaele).
Dit tiende en laatste seizoen kenmerkt zich door de vele wissels bij de hoofdrolspelers. Na de eerste afleveringen verdwijnen Hilde De Baerdemaeker en Adriaan Van den Hoof uit de reeks en komt Francesca Vanthielen er opnieuw bij, samen met nieuwkomer Axel Daeseleire die slechts twee afleveringen te zien blijft. Nadien neemt Marc Lauwrys twee afleveringen voor zijn rekening, om vervolgens te worden opgevolgd door oude bekende Maaike Cafmeyer. Tot slot keert Lucas Van den Eynde terug voor de laatste vijf afleveringen, terwijl Ludo Hoogmartens op dat moment uit de serie verdwijnt.
| Nr. | Titel aflevering               | Scenario                      | Regie            | Kijkcijfers live+6 | Eerste uitzending Vlaanderen | Code  |  |
| --- | ------------------------------ | ----------------------------- | ---------------- | ------------------ | ---------------------------- | ----- |  |
| 115 | Represaille                    | Koen Sonck                    | Kurt Vervaeren   | 808.849            | 12 maart 2014                | 10x01 |  |
| Gastacteurs: Gene Bervoets - Steven Boen - Ann Ceurvels - Wim Danckaert - Marieke Dilles - Filip Peeters - Alexander Metselaar Na de dodelijke aanslag op Thiery Konings, de zoon van drugsbaron Antoon Konings, ligt inspecteur Cockx met zware verwondingen in het ziekenhuis. Van In en zijn team zetten alles op alles om de daders van de aanslag te vinden. Daarnaast voeren ze ook een onderzoek naar de moord op de boekhouder van Victor Speliers, een concurrent van Antoon Konings. De speurders vrezen dat in Brugge een ware drugsoorlog is uitgebarsten. Doordat Smeekens veel tijd doorbrengt aan het ziekbed van zijn collega, komt zijn relatie met Linde Swaegers zwaar onder druk te staan. Ondertussen hebben de dokters minder goed nieuws...                                                                                             |                                |                               |                  |                    |                              |       |  |
| 116 | Leven na de dood               | Dirk Nielandt & Paul Piedfort | Kurt Vervaeren   | 842.388            | 19 maart 2014                | 10x02 |  |
| Gastacteurs: Ann Ceurvels - Sara De Bosschere - Peter De Graef - Erik Goossens - Lotte Mariën - An Miller - Ellen Petri - Lotte Pinoy Van In en zijn team onderzoeken de verdwijning van Sara Degroot. De jonge vrouw was in volle voorbereiding van een verhuis naar het buitenland als ze plots van de aardbodem verdwijnt. De zaak wordt nog vreemder als ondertussen haar huis wordt verkocht en een bankbediende getuigt dat hij Sara Degroot nog in levenden lijve heeft gezien. Omdat de speurders onderbemand zijn, beslist commissaris De Kee een team te vormen met Van In. Dat zorgt uiteraard voor de nodige problemen. Smeekens heeft ondertussen zijn relatie met Linde Swaegers afgebroken. Als de toestand van Cockx kritiek wordt en er nog steeds geen donornier is, neemt hij een drastische beslissing...                                  |                                |                               |                  |                    |                              |       |  |
| 117 | De zaak Vanmaele               | Marc Willems & Paul Piedfort  | Kurt Vervaeren   | 847.047            | 26 maart 2014                | 10x03 |  |
| Gastacteurs: Ann Ceurvels - Bob De Moor - Jits Van Belle - Tania Van der Sanden - Katelijne Verbeke Zakenman Armand Verbeeck wordt dood in zijn thuiskantoor aangetroffen. Op het eerste gezicht lijkt het een ordinaire roofmoord, maar dan ontdekken de speurders dat Verbeeck een zwaar conflict had met enkele familieleden. De zaak wordt nog complexer als de weduwe van Verbeeck een affaire blijkt te hebben met wetsdokter Leo Vanmaele. Smeekens kan niet wennen aan de lege stoel van inspecteur Cockx. Ondertussen beseft commissaris De Kee beseft dat hij voor de moeilijke taak staat een opvolger te zoeken... |                                |                               |                  |                    |                              |       |  |
| 118 | Ersatz                         | Karel Soffers                 | Kurt Vervaeren   | 754.508            | 2 april 2014                 | 10x04 |  |
| Gastacteurs: Ruth Becquart - Sven De Ridder - Titus De Voogdt - Mieke Dobbels - Patricia Goemaere - Nina Marie Kortekaas - Luc Nuyens De 10-jarige Sofie Bynens wordt op klaarlichte dag ontvoerd op weg naar school. Er zijn voorlopig geen getuigen. Vreemd is wel dat op dezelfde plaats zes jaar eerder ook al een 10-jarig meisje werd ontvoerd. Het onderzoek komt in een stroomversnelling terecht als er dan toch een getuige blijkt te zijn, een zwaar autistisch meisje. Commissaris De Kee stelt trots de nieuwe medewerker voor: inspecteur Dirk Vereecke, een ex-motard van de Brugse politie. De samenwerking met inspecteur De Maegd verloopt in eerste instantie niet zo vlot. Hoofdinspecteur Van In wordt verrast door het bezoek van Hannelore Martens. Zij heeft groot nieuws...                                                           |                                |                               |                  |                    |                              |       |  |
| 119 | Onvoltooid verleden            | Charles Deweerdt              | Jeroen Dumoulein | 883 818            | 9 april 2014                 | 10x05 |  |
| Gastacteurs: Ann Ceurvels - Reinhilde Decleir - Ianka Fleerackers - Eric Godon - Tania Kloek In het Astridpark wordt het lijk gevonden van een 20-jarige jongeman. Uit een eerste analyse blijkt dat het om een druggebruiker gaat. Onderzoek in het drugsmilieu levert in eerste instantie echter niets op. Dankzij een internationaal opsporingsbericht komt aan het licht dat het gaat om Arhtur Monbaillu, een jonge Fransman. Inspecteur Vereecke blijkt een aanwinst te zijn voor het team. Toch gaat de relatie met inspecteur De Maegd van kwaad naar erger. Zeker als blijkt dat Vereecke een groot geheim verbergt. Van In werkt zich in de problemen als hij Eva 'vergeet' te vertellen dat zijn ex-partner, Hannelore Martens, opnieuw benoemd is tot onderzoeksrechter in Brugge...                                                               |                                |                               |                  |                    |                              |       |  |
| 120 | Het wonderkind                 | Marc Willems & Paul Piedfort  | Jeroen Dumoulein | 866.850            | 16 april 2014                | 10x06 |  |
| Gastacteurs: Charlotte Anne Bongaerts - Ann Ceurvels - Govert Deploige - Lize Feryn - Manou Kersting - Tania Kloek - David Michiels - Joren Seldeslachts - Peter Thyssen - Antoine Van der Auwera - Lynn Van Royen - Vicky Versavel Eric Daelman, de coach van zwembelofte Wendy Cremers, wordt dood teruggevonden in het Olympiabad te Brugge. De eerste analyse wijst in de richting van zelfmoord, maar dan ontdekken de speurders dat Daelman een conflict had met de vader van een andere zwemkampioene. Commissaris De Kee stelt andermaal een nieuwe collega voor, inspecteur Rudy Snels. Het wordt al snel duidelijk dat de nieuwe collega niet van plan is om veel potten te breken. Inspecteur De Maegd heeft een afspraak met Dagmar Vereecke, uitbaatster van een superette. Eva beseft dat met Hannelore een geduchte concurrente is opgedoken... |                                |                               |                  |                    |                              |       |  |
| 121 | Stille getuige                 | Jens Piedfort                 | Jeroen Dumoulein | 835.787            | 23 april 2014                | 10x07 |  |
| Gastacteurs: Ann Ceurvels - Katrien De Becker - Janne Desmet - Tania Kloek - Daphne Paelinck - Kürt Rogiers - Adrian Sack - Stijn Steyaert - Johan Terryn - Gene Thomas - Tom Van Bauwel Dirk Stappers, zaakvoerder van computerbedrijf CID, raakt zwaar gewond tijdens een carjacking. Niet veel later wordt zijn secretaresse bij haar thuis dood aangetroffen, vermoord. Het onderzoek wijst in de richting van Stappers, maar de speurders kunnen hem niet verhoren, want hij ligt in coma. Rudy Snels, de nieuwe collega, blijkt absoluut geen aanwinst te zijn. Van In zegt een lunchafspraak met Eva af om bij Hannelore en de kinderen te zijn. Eva voelt Van In tussen haar vingers wegglippen. Hannelore heeft haar eigen problemen: Thomas Dewael, een oude bekende uit Tongeren, is haar gevolgd naar Brugge en laat haar niet met rust...         |                                |                               |                  |                    |                              |       |  |
| 122 | Puntgaaf                       | Willem Wallyn                 | Vincent Rouffaer | 761.316            | 30 april 2014                | 10x08 |  |
| Gastacteurs: Ann Ceurvels - Blanka Heirman - Tania Kloek - Daphne Paelinck - Kürt Rogiers - Dirk Tuypens - Tristan Versteven Langs een verlaten weg wordt het levenloze lichaam gevonden van Barbara Moens, een 42-jarige pianolerares. In de buurt vinden de speurders nog twee vrouwenlichamen. Wellicht zijn zij alle drie het slachtoffer van dezelfde seriemoordenaar. De speurders proberen ook een verband te zoeken met een oudere zaak. Na de mislukte passages van inspecteurs Vereecke en Snels stelt commissaris De Kee een nieuwe collega voor: Carine Neels. Zij wil haar carrière bij de LOD Brugge opnieuw oppikken. Rob De Maegd houdt er ondertussen twee jobs op na. Naast zijn politiewerk helpt hij ook in de superette van zijn vriendin Dagmar. Dat is niet altijd even eenvoudig...                                                    |                                |                               |                  |                    |                              |       |  |
| 123 | De verloren zoon               | Marc Willems                  | Vincent Rouffaer | 702.645            | 7 mei 2014                   | 10x09 |  |
| Gastacteurs: Nele Bauwens - Ann Ceurvels - Heidi De Grauwe - Hilde Heijnen - Daphne Paelinck - Luk Wyns De 17-jarige Jolan Vermeulen sterft aan een overdosis cocaïne tijdens een optreden van de rockgroep van zijn vader. Als blijkt dat de drugs waren versneden met een zwaar gif, kunnen de speurders niet anders dan besluiten dat Jolan werd vermoord. Alleen kunnen zij voorlopig niemand vinden met een motief. Eva beseft dat Hannelore nog altijd gevoelens heeft voor Van In. Ze gaat de confrontatie aan en maakt duidelijk dat ze zich niet zo gemakkelijk gewonnen zal geven. Ook De Maegd heeft problemen. Hij durft het team niet te zeggen dat hij zijn ontslag zou willen indienen. Hij weet niet dat ondertussen nog een oude bekende is komen opdagen...                                                                                  |                                |                               |                  |                    |                              |       |  |
| 124 | Sleutel op de deur             | Koen Sonck                    | Vincent Rouffaer | 790.841            | 14 mei 2014                  | 10x10 |  |
| Gastacteurs: Peter Bastiaensen - Pepijn Caudron - Ann Ceurvels - Joke De Bruyn - Liesa Naert - Line Pillet Bertrand Deroo, topman van Finvest, wordt vermoord aangetroffen in zijn hotelkamer. Het onderzoek wijst uit dat Deroo de avond voordien had deelgenomen aan een sleutelparty, georganiseerd door Marc Verhaegen, de manager van het hotel. Al snel blijkt dat Verhaegen de speurders niet alles heeft verteld. Het team van de eerste dagen is herenigd, maar alles verloopt zeker niet vlekkeloos. Versavel is zwijgzaam over zijn verblijf in Afrika en over de reden van zijn terugkeer, Neels wordt geconfronteerd met de vader van haar kind en Van In staat voor een verscheurende keuze: Eva of Hannelore. |                                |                               |                  |                    |                              |       |  |
| 125 | Vrije val                      | Karel Soffers                 | Kurt Vervaeren   | 855.998            | 21 mei 2014                  | 10x11 |  |
| Gastacteurs: Leen Dendievel - Gert Lahousse - Begir Memeti - Ivan Pecnik - Wietse Tanghe - Katrien Vandendries - Moora Vander Veken - Braam Verreth De 20-jarige Ellen Wesenbeek wordt dood aangetroffen in de tuin van een appartementsgebouw. Op het eerste gezicht lijkt het zelfmoord, maar dan blijken er toch voldoende aanwijzingen te zijn om de zaak grondiger te onderzoeken. Vooral het spoor van de jaloerse stiefmoeder lijkt veelbelovend. Omdat het team van Van In nog altijd onderbemand is, stelt commissaris De Kee een nieuwe collega voor: Eric Franckx. Franckx is een afgestudeerde criminoloog en zal een team vormen met inspecteur Neels. Ondertussen heeft Van In zijn twijfels over Versavel: er is iets met hem aan de hand... |                                |                               |                  |                    |                              |       |  |
| 126 | De duivel en de maagd (deel 1) | Lukas Bossuyt & Paul Piedfort | Kurt Vervaeren   | 809.216            | 28 mei 2014                  | 10x12 |  |
| Gastacteurs: Violet Braeckman - David Dermez - Gert Lahousse - Peter Van den Eede - Robrecht Vanden Thoren |                                |                               |                  |                    |                              |       |  |
| 127 | De duivel en de maagd (deel 2) | Lukas Bossuyt & Paul Piedfort | Kurt Vervaeren   | 939.837            | 4 juni 2014                  | 10x13 |  |
| Gastacteurs: Violet Braeckman - David Dermez - Gert Lahousse - Peter Van den Eede - Robrecht Vanden Thoren |                                |                               |                  |                    |                              |       |  |